# Pintér Tamás (író)
Pintér Tamás (Dunaharaszti, 1930. augusztus 4. – Kistarcsa, 2017. október 7.) író, újságíró. Pintér Józsefként anyakönyvezték, nevet 1964-ben változtatott, hogy megkülönböztesse magát egy általa „ifjú bolseviknak” tekintett pályatárstól. Az ötvenes években Pintér József Tamásként publikált.
Számos novellát, két regényt, több rádió- és tévéjátékot, valamint egy meseregényt és két színdarabot írt. Elbeszélései négy kötetben láttak napvilágot. Művei magyar és idegen nyelvű antológiákban is megjelentek. Írói hitvallása szerint tisztességes, igaz könyveket akart írni. 1964-ben így fogalmazta meg ars poeticáját a Fiatalok jelentkeznek című kiadványban: „Meggyőződésem, hogy az írónak mindenekelőtt szeretnie és gyűlölnie kell tudni. Szeretni azt, ami jó és célszerű, s gyűlölni azt, ami ostoba, aljas és brutális”.
Írásainak visszatérő témája az elidegenedés, a házasságok felbomlása, a kiüresedő kapcsolatok, a hatalom birtokosainak kisszerűsége és alattomossága. Egy 1967-es, a Magyar Nemzetben megjelent kritika így fogalmazott témaválasztásáról: „Van benne valamilyen nagyon rokonszenves és őszinte érdeklődés az emberi gyöngeségek és fogyatékosságok indítékai iránt. És a tettekben sem az alantas ösztönök kielégülését keresi, a rútság felmutatásában nem a naturalisztikus ábrázolás az írói módszere, hanem az ember fény- és árnyoldalainak együttes felszínre hozása.”
Visszatérő szereplői a feleslegessé válás ellen küzdő, megkeseredett öregek, az öregedéstől tartó férfiak, valamint a házasodáson, illetve a szakításon gondolkozó párok. Ebbe a körbe tartozik például a Piros király, a Csak egy életed van, a Vasárnap szombaton van és a Szív a fagypont alatt.
1956-os szerepéért elítélték, másfél évet töltött előzetes letartóztatásban és börtönben. Emlékeit A megfigyelő című kötetében írta meg. Saját feljegyzései szerint első írása, egy tárca (Az öntudat) a Népszavában jelent meg 1949-ben. Írásainak egyik jellegzetes vonása a befejezetlenség, a problémák nyitva hagyása. „Irtózik a nagy szavaktól, kerüli a nagy fordulatokat, nem egy írásában meg sem történik, amit sejtetne vagy sejtet, a lelkekben azonban ott izzik a dráma” – írta róla Pályi András.
Így írt magáról A megfigyelő című kötetében: „Keresztény vagyok, de ha megdobnak kővel, nem a szent kenyeret hajigálom vissza. A megbékélő felejtés perverz, mert mazochizmus. Nyelves csók a hóhéroknak. Tisztességesen, méltósággal próbáltam-próbálok élni, magyarként itthon lenni Magyarországon.”
Írásaiban sokszor nyúlt vissza az általa ismert világba, amelyről így írtː „Sokféle foglalkozást próbáltam. Egyszer kényszerűségből, máskor önszántamból. Voltam könyvtáros és segédmunkás, dolgoztam szárnyas fúrógépnél és hídépítkezésen, számfejtettem gépkocsi-menetlevelet és rendeztem színdarabot”.
Újságírói pályáját az Erőműépítő című üzemi lapnál kezdte. 1964-ben az Élet és Irodalom munkatársa lett, majd a szamárlétrát végigjárva olvasószerkesztői posztot töltött be. 1981-ben az Új Tükör című hetilap riportrovatának vezetője lett, onnan ment nyugdíjba 1990-ben. Ezt követően csak ritkán írt cikkeket, néhány publicisztikája a Magyar Fórumban és az Új Magyarországban jelent meg.
1992-ben a Széchenyi Társaság színműpályázatára beküldött munkája, a Példamondatok – közjáték börtönben első díjat kapott. Szenvedélyes horgász volt; a vízpart és a horgászat számos írásában megjelenik, például a Fagyosszentek ideje című regényében, a Nyitott bicska, vagy a Halak című elbeszélésében. Hagyatékát a Petőfi Irodalmi Múzeum gondozza.

## Korai évek

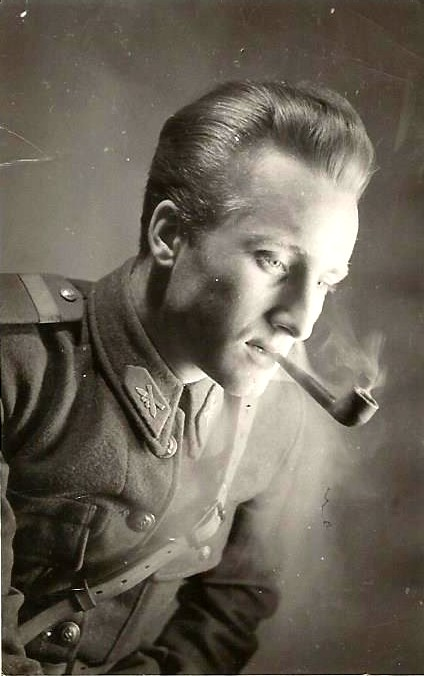
Katonaként az ’50-es évek elején

Édesapja, Pintér József vasutas, HÉV-állomásfőnök, édesanyja, Kuzmann Kamilla háztartásbeli volt. Egy öccse született, Pintér Győző. Édesapja a szociáldemokrata párt tagja volt, ezért a kommunista hatalomátvétel után lefokozták, és csak számadó pénztárosként dolgozhatott a dunaharaszti HÉV-állomáson.
Pintér Józsefként anyakönyvezték. Az ötvenes években Pintér József Tamásként publikált. Nevét az 1960-as években változtatta meg, mert nem szerette volna, ha összetévesztik egy „Pintér József néven írogató lelkes-ifjú bolsevikkal, akit a párt lökött az újságírói-írói pályára”.
Az általános iskolát szülőhelyén végezte, majd a pestszenterzsébeti Kossuth Lajos Gimnáziumba járt, ahol 1948-ban érettségizett. Az iskola elvégzése után a Ganz–MÁVAG-ban dolgozott segédmunkásként. Később „kiemelték”, és a gyár kultúrosztályára került mint függetlenített kultúrfelelős. 1950 és 1953 között sorkatonai szolgálatot teljesített, egy tüzérhadosztály lapjánál szolgált, ahonnan őrmester rendfokozatban szerelt le. Már gimnáziumi évei alatt verseket írt, és 1949-ben megismerkedett Faludy György költővel, aki a Mafilm lapjánál próbált meg újságírói állást szerezni neki. Feljegyzései szerint ebben az évben jelent meg első írása, egy tárca (Az öntudat) a Népszavában.
Civil újságírói pályafutását végül az Április 4. Gépgyár üzemi lapja, az Erőműépítő szerkesztőjeként kezdte meg 1953-ban, ahova a Budapesti Lapkiadó Vállalat alkalmazottjaként nevezték ki. 1956. január 30-án Munka Érdemérmet kapott, majd augusztus 20-án cikket írt az Erőműépítőbe, amelyben azt kifogásolta, hogy a személyzeti osztályon titkos kartotékokat vezetnek a dolgozókról.
„Nem értettem és nem értem ma sem, mi titokzatosság lehet egy kazánkovács, egy osztályvezető vagy egy gépírónő életében, aki dolgozhat, részt vehet a munkaversenyben, és általában itt élhet közöttünk. Az talán, hogy 1945-ben a Szociáldemokrata Párt tagja volt? Vagy az, hogy a pártnap helyett színházba ment? Vagy az, hogy nem fizet elő a Szabad Népre? Vagy az, hogy a nagybátyja Amerikában él?” – írta. Pintér a cikkben kifogásolta, hogy a személyzeti osztály félelmet kelt a munkásokban, amikor behívatja őket a káderlapok kiegészítésére, aminek szerinte egyértelmű célja a „deklasszált elemek” kiszűrése.
A lap következő számában a személyzeti osztály vezetője, az Államvédelmi Hatóság korábbi őrnagya, Supka Kálmán kioktató stílusban válaszolt, ami felháborította a dolgozókat. Számos olvasói levél érkezett az Erőműépítő szerkesztőségébe, amelyet Pintér Tamás közölni akart, de ezt az üzemi pártszervezet végrehajtó bizottsága nem engedélyezte. Pintér ezt a lap szeptember 26-ai számában részletesen megírta, amiért a XI. kerületi pártszervezet eljárást indított ellene.
Pintér 1956. október 23-án átvitte a szerkesztőségbe a vállalat ormig-sokszorosítóját, és azzal a szabadságharc alatt röplapokat nyomtatott. Magatartása miatt novemberben a lapkiadó elbocsátotta, és átkerült a gépgyár állományába, a munkavédelmi osztályra. 1957. január 15-én onnan is elbocsátották, ezután alkalmi munkából élt.

## Előzetesben-börtönben

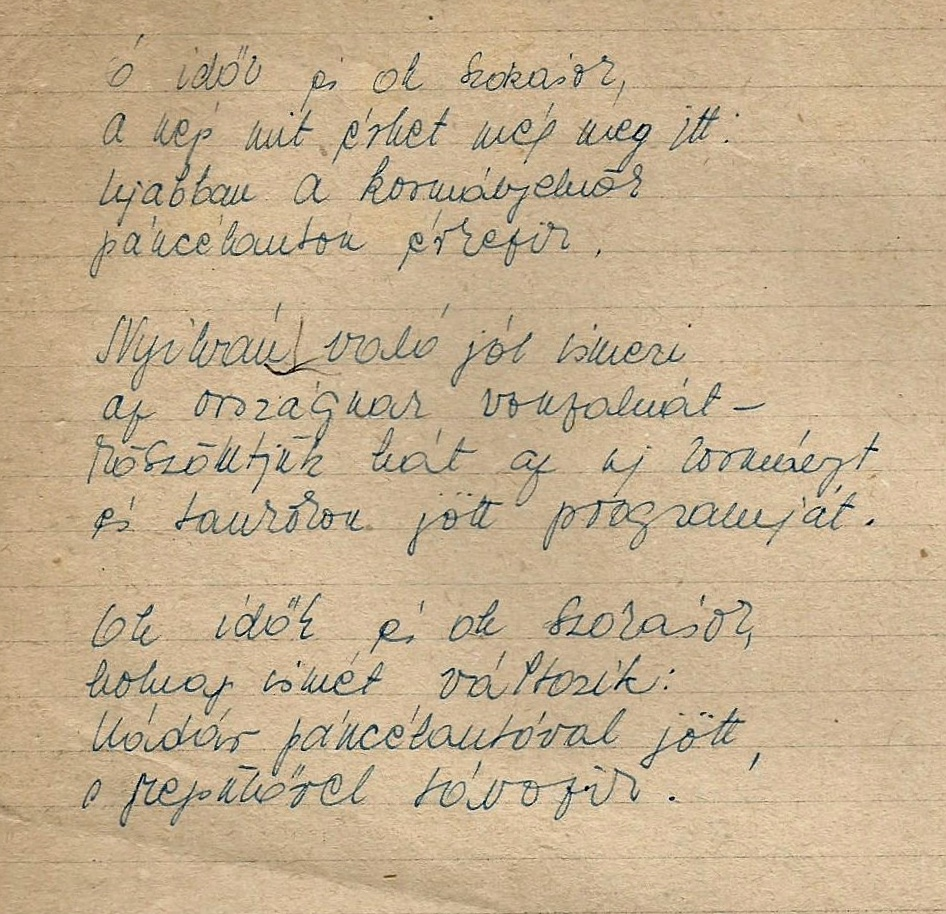
Az Oh idők, oh szokások az 1957-es bírósági tárgyalás jegyzőkönyvének egyik lapján

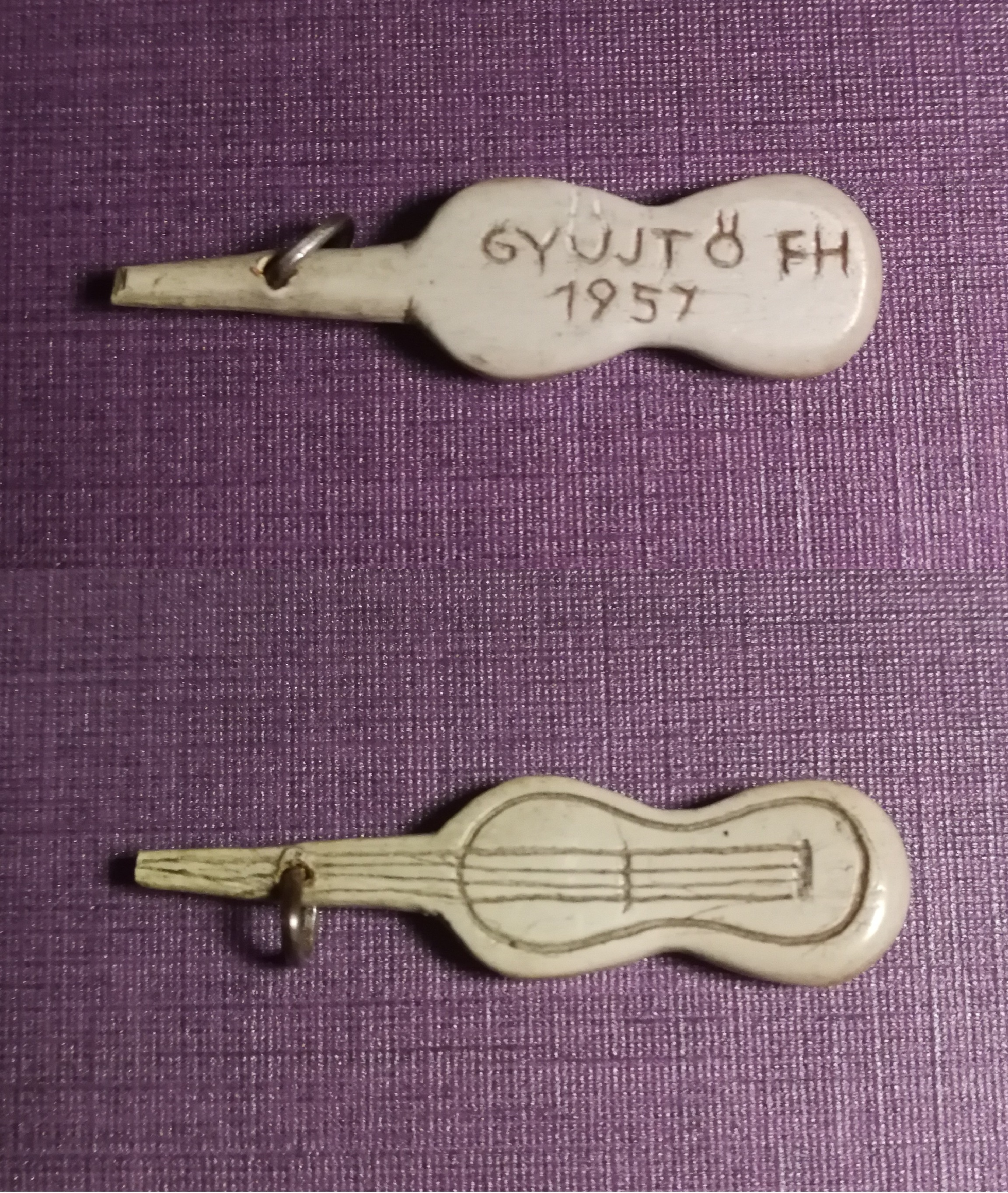
Fogkeféből, bakancs sarokvasával faragott gitár (28 mm), amelyet Pintér Tamás készített a Gyűjtőfogházban 1957-ben

Pintér Tamást 1957. április 11-én a XI. kerületi rendőrkapitányság munkatársai előállították, és őrizetbe vették. 1957. április 12-13-án a rendőrség tanúként beidézte az Április 4. Gépgyár több dolgozóját, köztük Supka Kálmánt. A tanúk csak a forradalom után sokszorosított Ki a pártokkal az üzemekből című röplapot tudták konkrétan megnevezni, illetve az Oh idők, oh szokások című gúnyverset, amelyet Pintér Tamás a Kádár-kormányról írt és terjesztett.
A rendőrség és az ügyészség is csak ezeket a nyomtatványokat tudta beszerezni, és a tárgyalásra bizonyítékként beterjeszteni. Supka Kálmán azt is vallotta, hogy Pintér Tamás „a végtelenségig uszított a párt és a kormány ellen”, és ennek következtében a gyári munkások csaknem meglincselték őt október 28-án.
Pintér Tamást 1957. április 15-én előzetes letartóztatásba helyezték, mert a röplapokkal és az Oh idők, oh szokások című gúnyverssel a „munkás-paraszt kormány ellen és a népi demokrácia ellen izgatott”.
Az ügy pikantériája, hogy Supka Kálmán a forradalom után csatlakozott a karhatalomhoz, ahol alezredessé léptették elő, és a XI. kerületi egység parancsnoka lett. Személyesen ő adott utasítást Pintér Tamás előállítására 1957. április 11-én, majd tanúként is részt vett az ügyben. A rendőrségen Supka és más tisztek többször megverték Pintért, a május 2-án látleletet készítő orvos húsz napon túl gyógyuló sérüléseket jegyzett fel. Erről a másodfokú ítéletben a bíró így fogalmazottː „A vádlott a nyomozati eljárásban történt bántalmazása következtében bizonyítottan eléggé súlyos sérüléseket szenvedett.”
A Budapesti Fővárosi Bíróság 1958. március 21-én és 27-én, részben zárt tárgyaláson hozott ítéletet. A bíróság a vádlottat a „népi demokratikus államrend elleni izgatás bűntettéért” két év hat hónap börtönbüntetésre és részleges vagyonelkobzásra ítélte első fokon.
„A vádlott cselekménye és személye fokozott társadalmi veszélyességet mutat. Vádlott cselekményeit 1956. november 4. után követte el, amikor is már tudhatta, hogy Magyarországon nem népi felkelés, hanem ellenforradalom volt. (...) Súlyosbító körülményként észlelte a bíróság, hogy a vádlott cselekményét olyan időben és olyan módon követte el, amely alkalmas volt a politikai és gazdasági konszolidáció megakadályozására” – indokolta döntését a bíróság. Pintér Tamás fellebbezett, a másodfokú tárgyalás 1958. október 7-én volt. A bíróság az ítéletet egy év börtönbüntetésre változtatta.
A börtönben mások mellett együtt raboskodott Göncz Árpáddal, Andorka Rudolffal, Darvas Ivánnal és Gáli Józseffel. Szabadulása után nem kezdhette meg tanulmányait az Eötvös Loránd Tudományegyetemen, kénytelen volt segéd- és betanított munkásként elhelyezkedni. Ítéletét a Fővárosi Bíróság – az 1989. évi XXXVI. törvény alapján – 1990. május 2-án semmisnek nyilvánította.
Az Állambiztonsági Szolgálatok Történeti Levéltára számos olyan jelentést őriz, amely Pintér Tamás személyével, társaságával, az általa mondottakkal foglalkozik. Többször jelentett róla Ordas Iván, akit Pintér Tamás a barátjának tudott, és több írását közölte az Élet és Irodalomban.

## 1960-1970

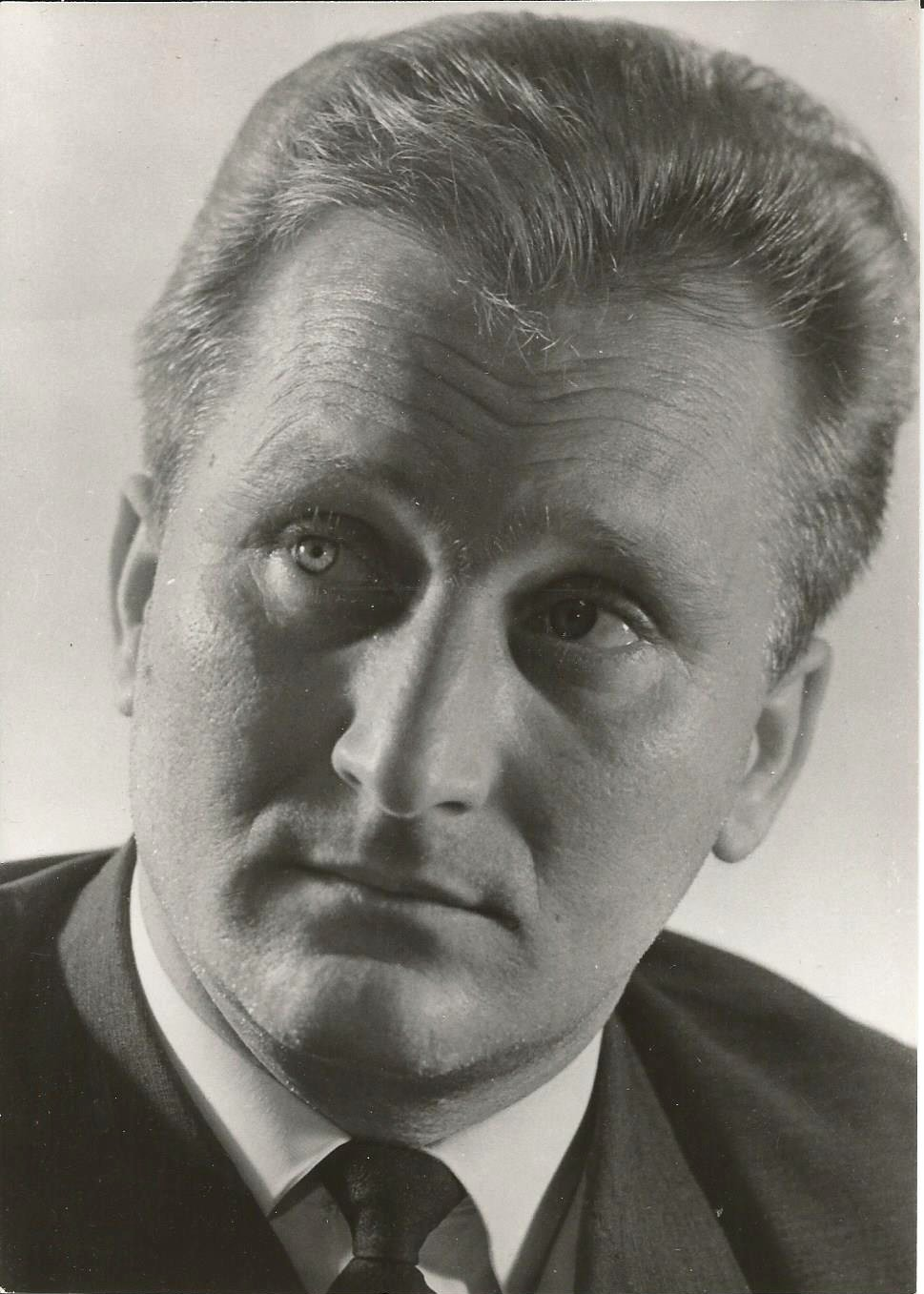
Az 1960-as évek elején

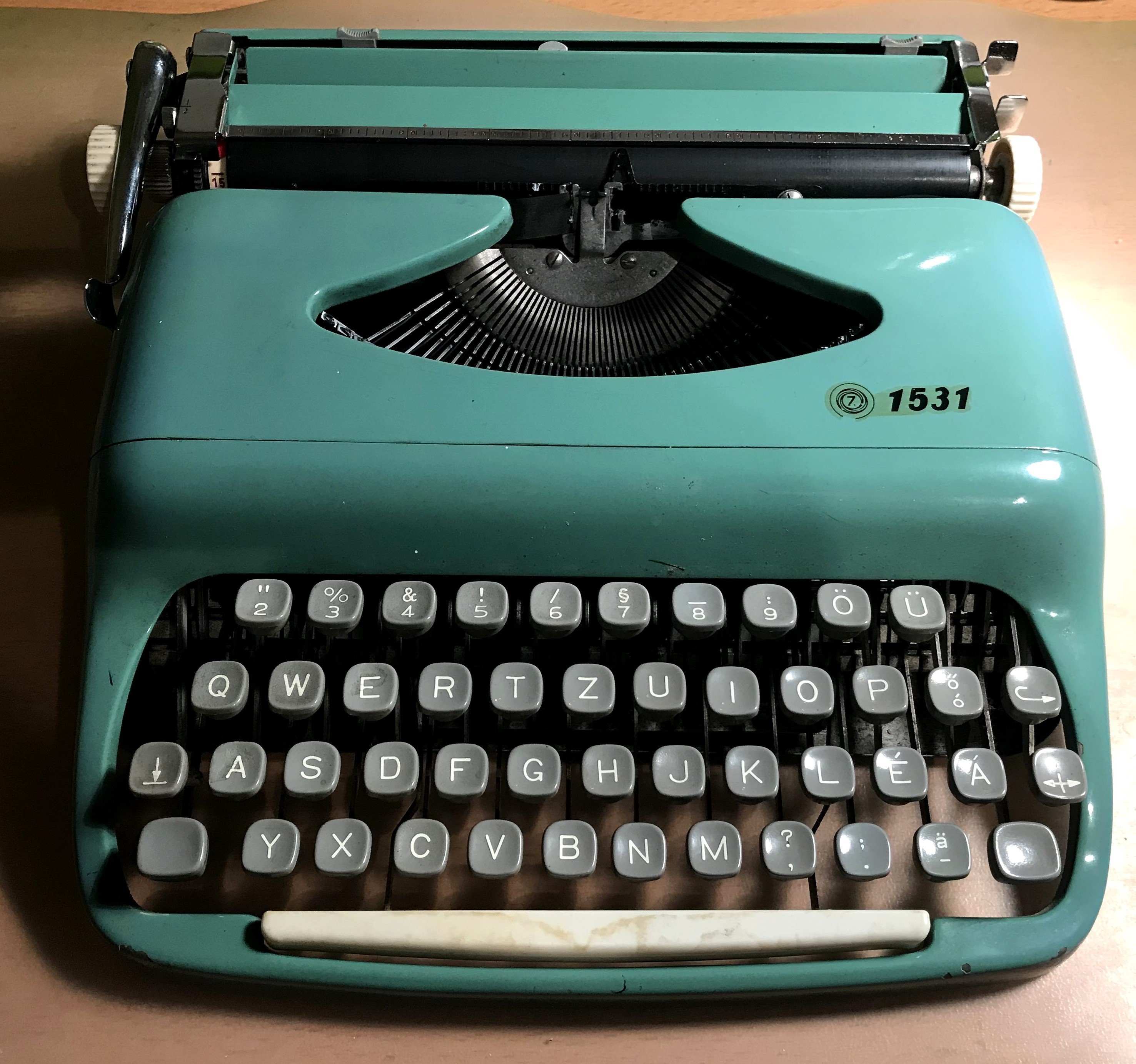
Pintér Tamás csehszlovák gyártmányú Z1531-es írógépe

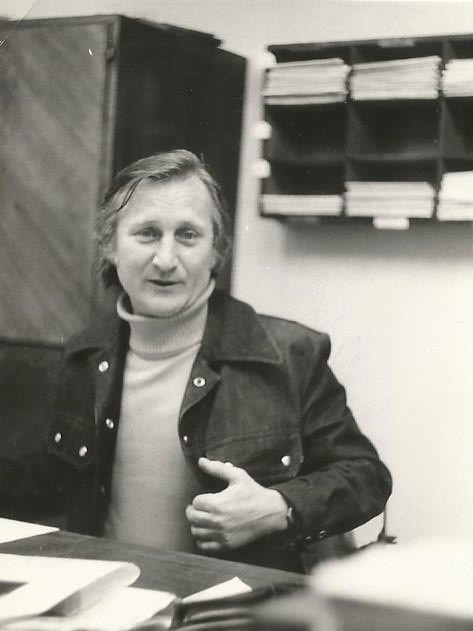
Az Élet és Irodalom szerkesztőségében (1976)

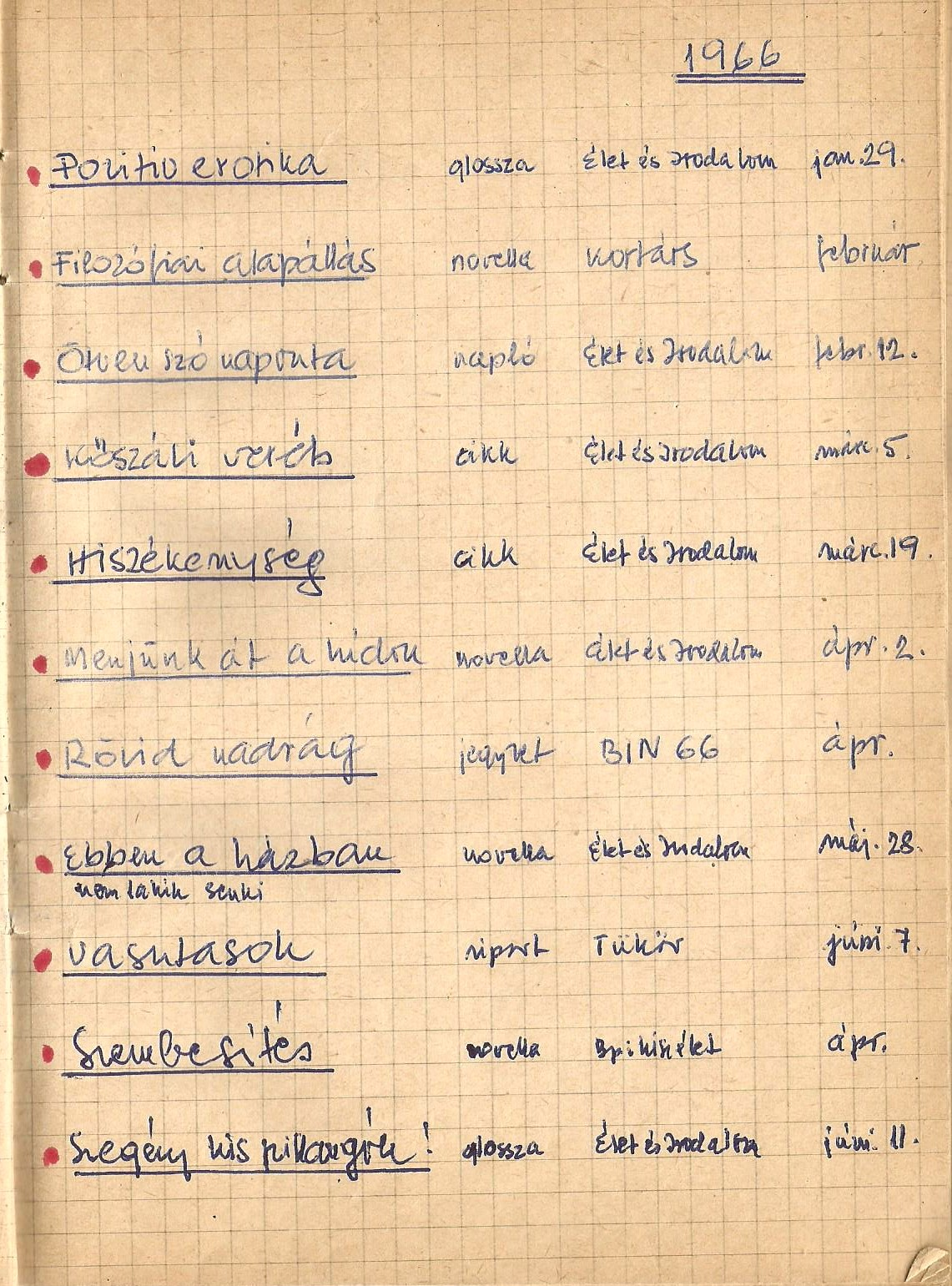
A Jelenések könyve 1966-os lapja

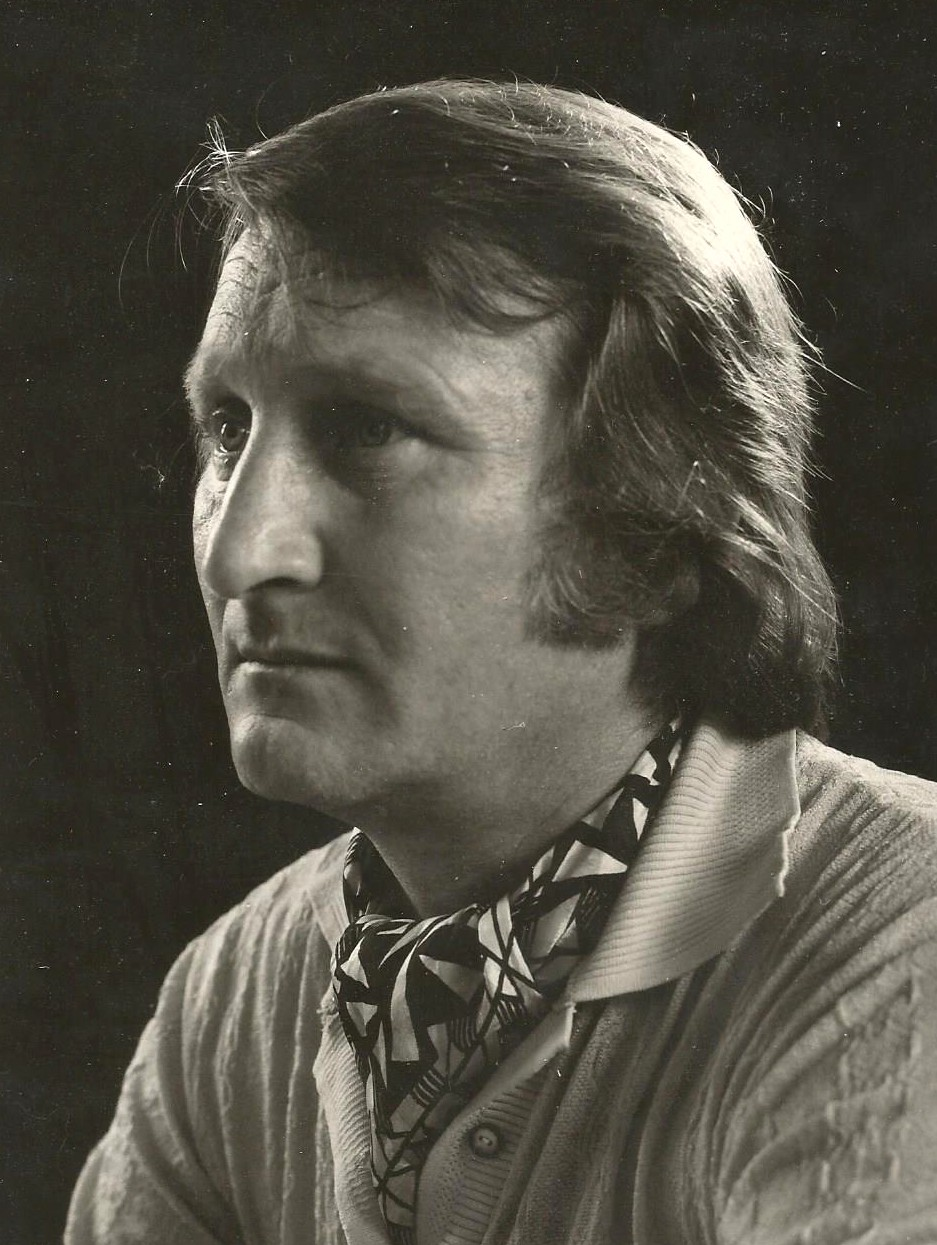
1979-ben

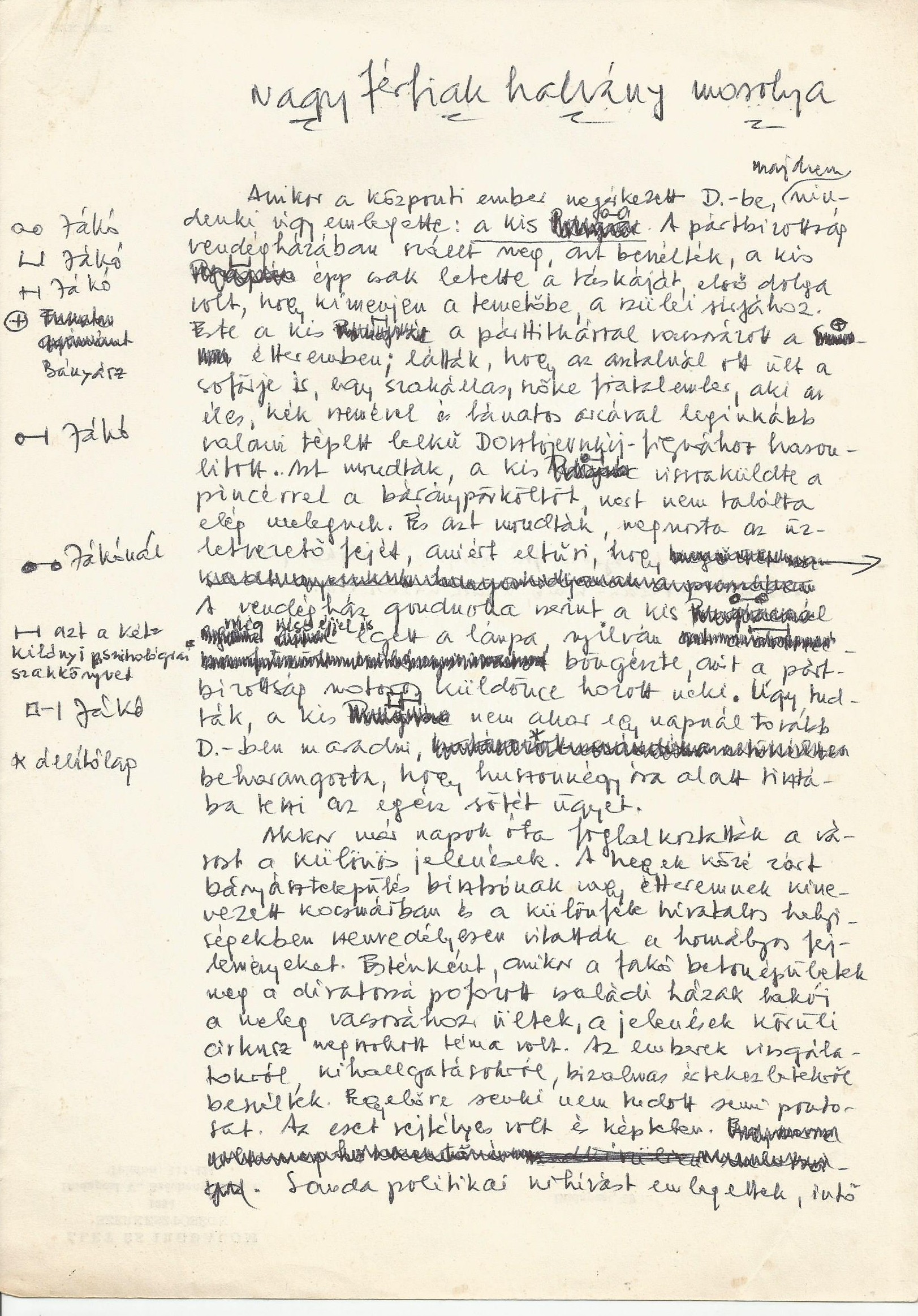
A Nagy férfiak halvány mosolya kéziratának első lapja

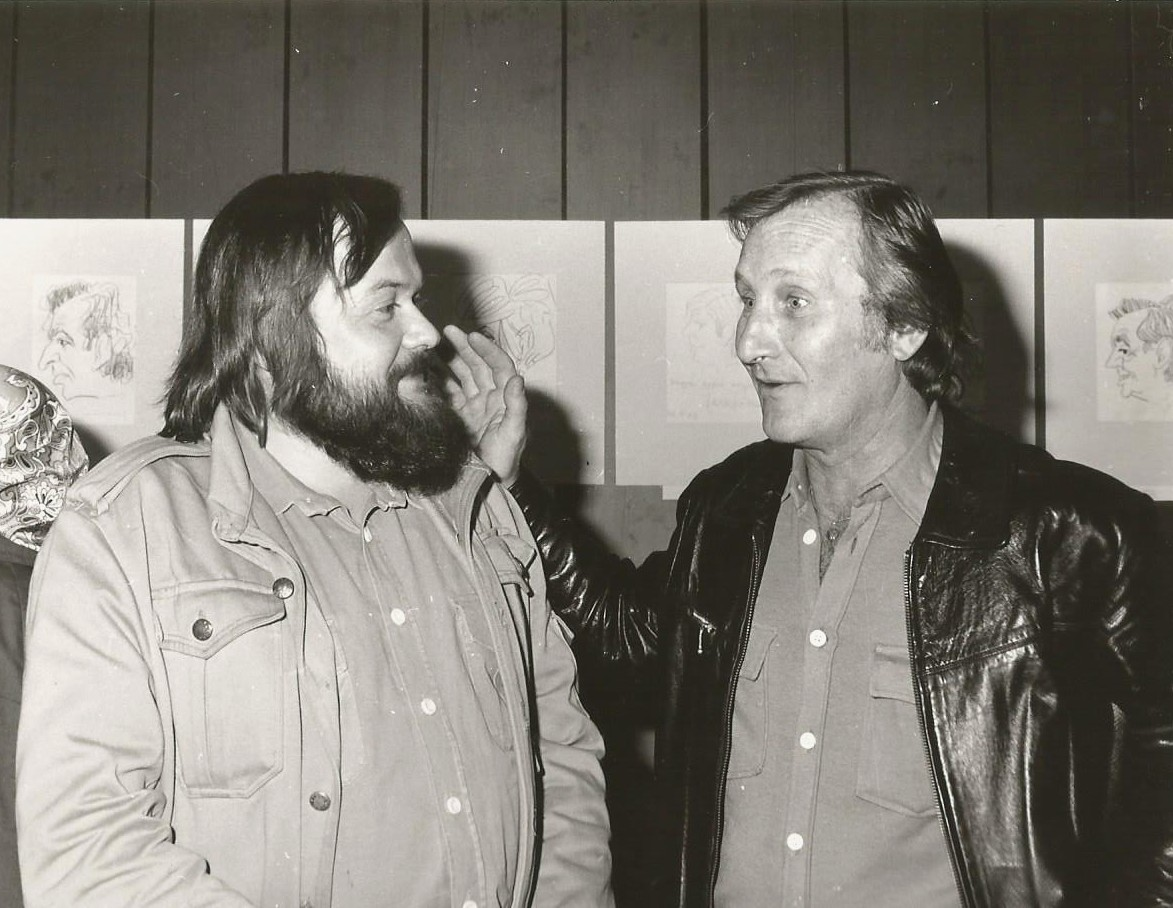
Pintér Tamás Váncsa Istvánnal egy karikatúrakiállításon 1980-ban

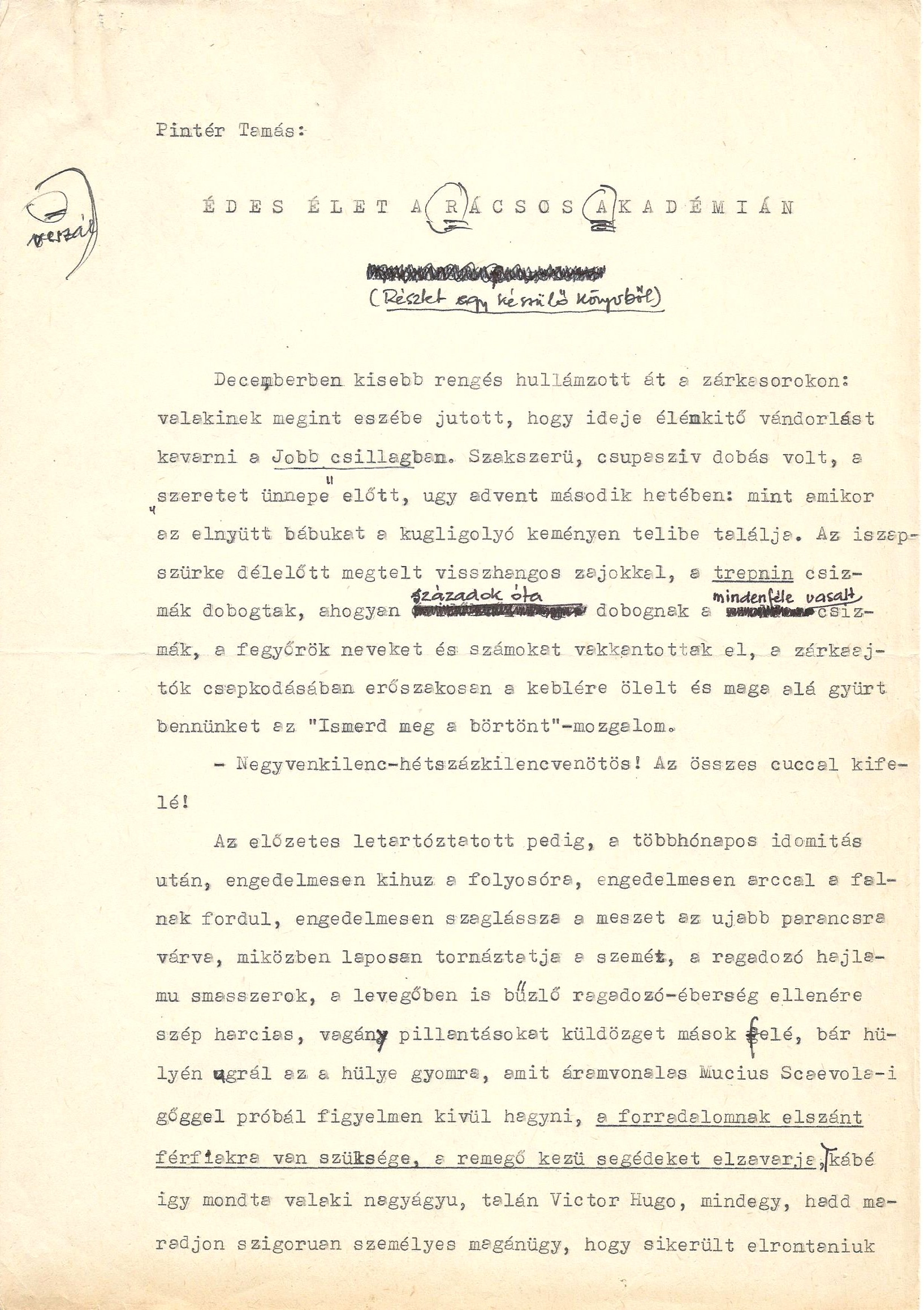
Az Édes élet a Rácsos Akadémián gépiratának első lapja

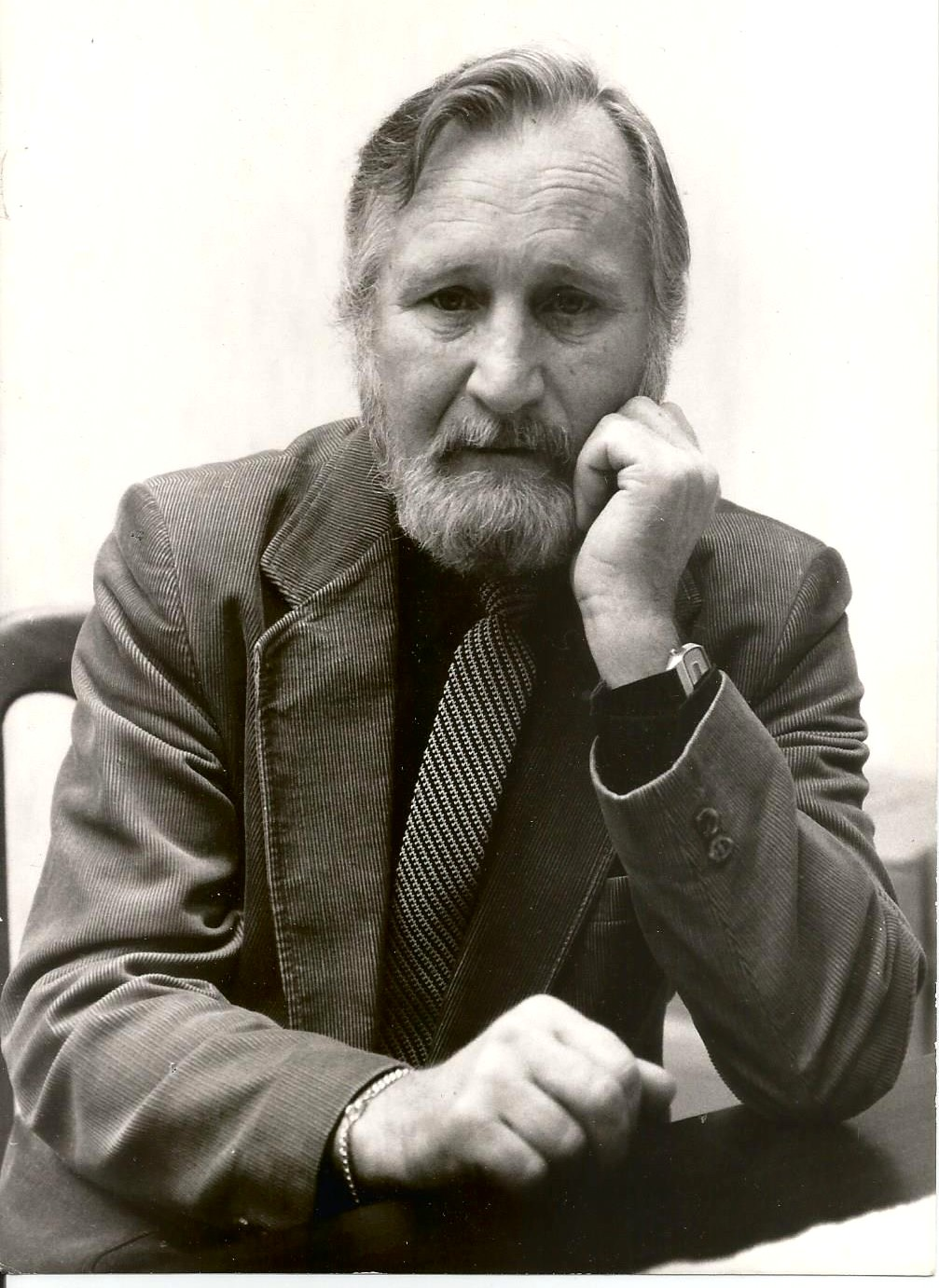
Az 1990-es évek elején

Pintér Tamás 1960–1964 között szabadúszó íróként tevékenykedett, és közreműködött a pesterzsébeti Vasas művelődési ház Csili című lapjának készítésében. Az Élet és Irodalomban 1960. február 12-én jelent meg első novellája, a második világháború végnapjaiban játszódó Az első fehér betű, 1962-ben pedig első riportja, a munkások olvasási szokásait boncolgató Ember-érlelő könyvek. 1961-ben beválogatták A napban harminc óra van című írását – amely egy pályakezdő pedagógus mindennapjait és tanításról vallott nézeteit mutatja be – A szerelem jogán... című riportkötetbe.
A Magyar Televízió 1961. március 26-án mutatta be Szoba a hegyen című tévéjátékát, amelyet Katkics Ilona rendezett. Főszereplője Mezey Mária és Inke László volt. A mű egy fiatalasszony vergődését mutatja be anyja és férje egyaránt önző szeretete között. 1960-63-ban 14 elbeszélése jelent meg, elsősorban az Élet és Irodalomban, közülük négy rádiós novellaként is elhangzott. Az otthonba költöző-költöztetett vak fiatalemberről szóló Legyen világosságból hangjátékot írt, amelyet 1963. november 7-én sugárzott a Magyar Rádió.
1964. szeptember 1-jén felvették a Lapkiadó Vállalathoz. Ettől kezdve 1980-ig az Élet és Irodalom című hetilap munkatársa, rovatvezetője, nyomdai, majd olvasószerkesztője volt. Az 1960-as évek első felében számos riportot írt az Élet és Irodalomnak, mások mellett Az 1360-as vonat címűt, amely a háború után Budapestre érkező első szerelvényről szól, valamint a a budapesti éjszakáról szóló Hajnali villamost. Emellett több tárcát, glosszát közölt tőle a lap. A Magyar Rádió 1967. november 26-án mutatta be az Őszi modell, férfiaknak című novellájából készült hangjátékot Avar Istvánnal, Pap Évával és Schubert Évával.
1963-ban elkészült a Homokba rajzolt madár című tévéfilmje, amelyet Zolnay Pál rendezett. A két szereplő Tímár Éva és Koncz Gábor, az operatőr Bornyi Gyula volt. A tévéjátékot politikai tartalma (nihilizmus, disszidálás) miatt nem mutatták be, néhány művészklubban vetítették. 1967. június 21-én szerződést kötött a Madách Színházzal a Piros király színpadi művé alakításáról. A szövegkönyv elkészült, a darab bemutatója azonban elmaradt.

### Halálos twist
Első kötete, a Halálos twist című novellagyűjtemény 1967-ben jelent meg a Szépirodalmi Könyvkiadó gondozásában, 3800 példányban. Tizenkét elbeszélés és egy kisregény (Láncreakció) van benne, köztük a Piros király és a Fekete és fehér, amelyekből rádió-, illetve tévéjáték készült később. A másik tíz novella: Szembesítés; Gyenge délután; Fejjel lefelé; Filozófiai alapállás; Nyitott bicska; Hideg hétfő; Játék; Halálos twist; Halak; Csak egy életed van.
Az Új Írás 1967. decemberi számában Gyurkó László írt recenziót a könyvrőlː „Ha egy mondatban kell elmondanom a véleményemet, kénytelen vagyok így fogalmazniː minden együtt van már Pintérben, hogy igazán jó író legyen.” Gyurkó László és egy másik értékelésben Sipos István is felhívta a figyelmet arra, hogy Pintér Tamás írásainak egyik jellegzetes vonása egyfajta befejezetlenség, a problémák nyitva hagyása.
„A szerző sohasem törekszik annak bemutatására, hogy mi lesz a folytatás, milyen módon hatnak a nem túlságosan kiélezett, ám mégis nagy belső feszültséget teremtő helyzetek a hősök további sorsára; megjavulnak-e, vagy maradnak tovább is nyeglék, önzők vagy közömbösek. Pintér nem ítélkezik, nem nyújtja készen az olvasóknak a tanulságokat, mint ahogy hősei sem döntenek végérvényesen” – fogalmazott Sipos István.
Az évtized végén a Magyar Televízió újabb tévéjátékát mutatta be. A Szembesítés 1969. szeptember 13-án került adásba. Kern András rendezte, mellette Verebes István és Detre Annamária játszott a filmben. A Szerelem jogán... című antológián kívül tizenegy más gyűjteményes kötetben adták ki elbeszélését vagy riportját, mások mellett egy lengyel és egy szovjet könyvben.

## 1970-1980
Az évtizedben két hangjátéka – Idegenek (1973. szeptember 3.), Példamondatok (1976. augusztus 26.) – hangzott el a Magyar Rádióban, az előbbit Csehszlovákiában is sugározták két évvel később. A Fekete és fehér című elbeszélésből készült tévéjáték 1970. január 25-én került adásba, főszereplője Sztankay István volt. Antológiába, riportkönyvbe hat alkotása került, köztük A férfi neveː Daniló, angolul My name is Danilo a The New Hungarian Quaterlybe, 1977-ben.

### Marihuána
1970-ben látott napvilágot Marihuána című regénye a Szépirodalmi Könyvkiadónál, 6800 példányban. A történet csírája először a Homokba rajzolt madár című tévéjátékban jelent meg 1963-ban. A történet főszereplője Vera, aki – miután ráeszmél arra, hogy házasságából elmúlt a szerelem – nem követi férjét Amerikába, de igazából semmi nincs, ami szülőföldjéhez kötné. Ebben a gyökértelen létben ismerkedik meg egy fiatalemberrel, akitől azt várja, hogy biztos pontja legyen életének. Ő azonban felszínes és felületes, nem akar felelősséget vállalni, csak egy kellemes viszonyt szeretne, miközben Vera komoly kapcsolatra vágyik. Ezzel öngyilkosságba taszítja a döntési helyzetben vergődő nőt.
A Magyar Nemzet 1970. december 6-án megjelent kritikája elégedetlen volt a regénnyel. A kritikus szerint Pintér „megelégedett azzal, hogy nagyon szokványos, sok ismert motívumból előállított képet adjon néhány emberről, (...) a cizellált és gondosan esztergált mondatok mélyén az ábrázolás csaknem olyan felszínes, mint egy képregényben. Kétségtelen, hogy Pintér Tamást tiszteletre méltó indulat fűti a társadalomnak könnyed életelvű, már-már parazita tagjaival szemben, ám ez az indulat mintha írás közben elpárologna. Helyette értesülhetünk egy modern Don Juan kalandjairól, és találkozunk néhány kitűnően sikerült tollrajzzal. Ez azonban regényhez kevés.”

### A megváltás elmarad
Következő kötete, A megváltás elmarad 1977-ben jelent meg a Szépirodalmi Könyvkiadónál 4850 példányban. Tizenhárom elbeszélés van benne: Űrhajó a kertben; A védelem közvetett érvei; Hét nő és egy zongora; Olyan, mint a macska; A panaszos; Egyenes adás; Fogság; Az idézés; Pozitív halál; Temetési beosztás; A játékbabák arca szomorú – szólt a smasszer; Az első egér; A megváltás elmarad. A Fogság című elbeszélést a Színház- és Filmművészeti Főiskola vizsgafilm céljára megvásárolta.
A Kritika című folyóiratban megjelent recenzió szerint a kötet „legjobb novelláiban (A megváltás elmarad, Hét nő és egy zongorista, Űrhajó a kertben, Fogság) jól komponált, dialógusainak, jelzésszerű leírásainak feszültségét ritmusosan oldja-fokozza. Erénye, ahogyan hőseinek vágyott és kényszerű szerepeit váltogatva, a felszín mozgalmassága mögött az emberi kapcsolatok hiányára, a magányosságra figyeltet.”

## 1980-1990
1981-ben, 17 év után elhagyta az Élet és Irodalmat, és az Új Tükör riportrovatának vezetője lett. Írásai öt antológiában kaptak helyet ebben az évtizedben. Korai novelláját, a Fekete és fehért a magyarul Fény a tetők alatt című bolgár kötetbe válogatták be. A korán elhunyt barátja, pályatársa, Gerelyes Endre emlékére kiadott Lancelot nélkülben a Fényes menetek Gerelyessel című munkája kapott helyet. 1984. július 1-jén sugározta először a rádió a Piros királyból írt hangjátékot Gáspár Sándorral, Lőte Attilával és Bánsági Ildikóval.

### Fagyosszentek ideje
1980-ban, a Kozmosz Könyvek sorozatban megjelent a Fagyosszentek ideje című regénye 13 ezer példányban. A történet főszereplője, Ács Albert egy napon űrhajót talál a kertjében. A regény arról szól, milyen vihart kavar a falu életében ez az esemény, hogyan próbálnak egyesek hasznot húzni a történtekből, miként reagál a helyi hatalom. A regény alapjául szolgáló novella (Űrhajó a kertben) A megváltás elmarad című kötetben jelent meg.
A regényről írt kritikájában Iszlai Zoltán így fogalmazottː Ács Albert megformálása a kötet legszebb vívmánya, „mert ezzel fölkelti becsületes nosztalgiánkat a mindennapi tisztesség iránt.” A recenzió szerint az űrhajó landolása csupán ürügyet szolgáltat a szatirikus mai mondanivaló kifejtésére és kimondatlanul példázatos megfogalmazására.

### A csendárus
Következő novelláskötete, A csendárus 1988-ban, a Szépirodalmi Könyvkiadó gondozásában látott napvilágot. Tizennyolc elbeszélés van benne: Közbenjárás egy befolyásos személynél; Vágyrajáró; Köszöntjük az Univerzálban; Példamondatok; A férfi neve: Daniló; Válaszok boltja; Izgalmas nővérek; Egy keménykalap megy az utcán; Zöld özvegyek; Egyszerű tulipános háromszög; Békés terrorista; Egy legyet két csapásra; Vendég jön a kilencedik emeleti ablakon át; Tehetnek egy szívességet a trombitásnak; A csendárus; Naplemente, reggeli fényben; Fáznak a hippik; Láncreakció. A kötet novelláinak többségében a szerző ismét szokásos cselekménykifejtő módszerét alkalmazzaː felrajzolja a drámát, de a megoldást már az olvasóra bízza.
Kőháti Zoltán az Esti Hírlapban azt írta, hogy Pintér Tamás „Sok mindent tud korunkról, a mai magyar társadalomról. Öregek és fiatalok, munkások, értelmiségiek, "vezető káderek" szerepelnek ittː kimondják vagy elhallgatják véleményüket, lázadoznak a sorsuk miatt, vagy beletörődnek mint megváltoztathatatlanba. S bár a megváltás továbbra is elmarad (egyik korábbi kötete utal erre), a kapcsolatmegóvás lehetőségére mindig számíthatunk.”
Nógrádi Gábor kritikájában úgy fogalmazott, hogy „A Csendárus című kötet valóságot és vágyat vegyítő freskó. A háttérben könnyed ecsetvonásokkal felrajzolt kis megalkuvások, csalások, árulások jelzik a köznapi tájat, a kép középpontjában viszont komor férfiak és tisztességesebb életre vágyó nők állnak, egymástól elkülönülve, homlokukon a magány bélyegével.”
Szász Imre az Új Tükör 1988. február 18-ai számában így fogalmazottː „Itt van tehát a legtöbb novellában egy nagyon is esendő, olykor részeges férfiember, aki azonban, hibái és vétkei ellenére igyekszik, akar kötődni a családhoz, a nőkhöz; a novellák tanúsága szerint nagydumás, nyomja a sódert, mulatságosan és eredetien, de se bűnösen, se büntetlenül irgalmat nem találhat.” A kritikus a nők ábrázolásának egysíkúságát veti a szerző szemére, mondván azok „majdnem szatirikusan korlátolt figurák”.
„A sváda, a bűntudat és az önigazolás oly mai, ironikus szövege, bármilyen szórakoztató és meggyőző is, kibúvó a könnyebb megoldás felé. Védőruha. Egyszer el kell indulnia Pintér Tamásnak az istenek, a nők ellen könnyű fehér ruhában. Vagy anélkül, persze spirituálisan szólva” – fogalmazott Szász Imre.

## 1990-2017
1990-ben az Új Tükörtől ment nyugdíjba. Ezután lapmegjelenései jelentősen megfogyatkoztak. Szépirodalmi alkotásai ezután elsősorban a kommunizmus éveire, míg publicisztikái, versei a napi politikai ügyekre reflektáltak. Novellát utoljára az Élet és Irodalom 1990. október 12-én közölt tőle. Az elvtársi kezek melege az '50 években játszódik, egy kommunista funkcionárius szól, aki a börtönben sem képes elhinni, hogy a párt leszámol vele.
Ennek az időszaknak a fő alkotása a három nagyobb egységből álló börtön-visszaemlékezése. Az Édes élet a Rácsos Akadémián 1990-ben, az Igazság című lapban jelent meg folytatásokban. Megjelent két olyan hosszabb műve is, amelyet még a rendszerváltozás előtt írt, valamint színdarabbá bővítette a Példamondatokat. Cikkei, versei nyíltan vállalt politikai meggyőződésének megfelelően jobboldali lapokban – Új Magyarország, Magyar Fórum – láttak napvilágot.

### Példamondatok
1992-ben a Széchenyi Társaság színműpályázatára beküldött munkája, a Példamondatok – közjáték börtönben első díjat kapott. A darab alapjául szolgáló, hasonló című novella A csendárus című kötetben jelent meg. A darab 1957 nyarán, a börtönben játszódik, két szereplője van, egy halálraítélt, aki elkerülhetetlen végzete ellenére is franciául tanul, valamint a rá vigyázó őr. A darabot a pályázatot kiíró társaság saját kiadásban megjelentette. Ősbemutatója 2006. október 27-én volt a Magyar Kultúra Alapítvány budai székházában.

### Robot Kölyök
1993-ban Sygnatura Kiadó adta ki a Robot Kölyök rendet csinál című meseregényét. A regény eredetileg 1964-ben íródott, de akkor nem jelenhetett meg áthallásos története miatt. Az események egy játékraktárban játszódnak, ahol a játékok fellázadnak elnyomóik ellen. A regény címe eredetileg Robot Muki volt, de a Sygnatura kiadó kérésére Pintér Tamás megváltoztatta, és a szerző neve is Tom Pinter formában került a könyvre.
Lázár Ervin kritikájában azt írta, hogy „A könyv mai elemekből építkezik, nem egy eseménye akár a mai vagy a holnapi tévéhíradó eseménye is lehetne, azzal a különbséggel persze, hogy a könyvbéli eseményeket belengi az író humora és nagyon világosan érvényre jutó igazságérzete. Meggyőződésem, hogy az a gyerek, aki elolvassa ezt a könyvet, másképp látja majd a tévéhíradót is. Jobban. Magyarulː a mű segít látni a világban. Ez pedig nagyon nagy szó.”

### A megfigyelő
2009-ben a szerző saját kiadásában látott napvilágot A megfigyelő című kötete. Ebben az 1980-as évek végén befejezett, több kiadót is megjárt A megfigyelő című kisregény, hat elbeszélés – A munkás öröme pénzhulláskor; Ostromzár a Paradicsom körül; Nagy férfiak halvány mosolya; Táncrend; Az elvtársi kezek melege; Térdig érő szivárvány –, valamint a börtönemlékeit feldolgozó Édes élet a Rácsos Akadémián című mű kapott helyet.

## Búcsúztatása
Pintér Tamás 2017. október 7-én hunyt el, hamvait – kérésének megfelelően –  szülőhelyén, Dunaharasztinál, a HÉV-hídjánál, amelynek helyreállításán a második világháború után diákként maga is dolgozott, a Kis-Dunába szórta családja. Váncsa István az Élet és Irodalom 2017. október 15-ei számában búcsúzott el tőle.
Stílusa gördülékeny volt, sallangmentes, iróniától fénylő, hajlékony, emberi alkata intranzigens és rabiátus. Társaságkedvelő volt, de megválogatta a társaságát, a forradalomban való részvétele miatt elszenvedett börtönbüntetését nem volt hajlandó elfelejteni, és nem is tett úgy, mintha elfelejtené. Mások abban az időben kétszer is meggondolták, mit beszélnek, ő többnyire egyszer se gondolta meg. Nehéz ember volt, de a szerkesztőségen belül megkerülhetetlen.

## Bibliográfia
| Novelláskötetek                                                         | Novelláskötetek      | Novelláskötetek | Novelláskötetek |
| Cím                                                                     | Megjelenés           |                 |                 |
| ----------------------------------------------------------------------- | -------------------- | --------------- | --------------- |
| Halálos twist                                                           | 1967                 |                 |                 |
| A megváltás elmarad                                                     | 1977                 |                 |                 |
| A csendárus                                                             | 1988                 |                 |                 |
| A megfigyelő                                                            | 2009                 |                 |                 |
| Regények                                                                |                      |                 |                 |
| Cím                                                                     | Megjelenés           |                 |                 |
| Marihuána                                                               | 1970                 |                 |                 |
| Fagyosszentek ideje                                                     | 1980                 |                 |                 |
| Meseegény                                                               |                      |                 |                 |
| Cím                                                                     | Megjelenés           |                 |                 |
| Robot Kölyök rendet csinál                                              | 1993                 |                 |                 |
| Antológiák                                                              |                      |                 |                 |
| Cím                                                                     | Megjelenés           |                 |                 |
| A szerelem jogán – A napban harminc óra van                             | 1961                 |                 |                 |
| Tizenketten – Te leszel a nap hőse                                      | 1962                 |                 |                 |
| Körkép – Fekete és fehér                                                | 1964                 |                 |                 |
| Földre rótt írás – Fekete és fehér                                      | 1964                 |                 |                 |
| Fiúk évkönyve – Üdvözlet Miamiból                                       | 1965                 |                 |                 |
| Vesznjanka – Fekete és fehér (Szovjetunió)                              | 1965                 |                 |                 |
| Az ember legendája – Csak egy életed van                                | 1966                 |                 |                 |
| Fiúk évkönyve – Játék                                                   | 1966                 |                 |                 |
| Opowiadan Wegierskich – Láncreakció (Lengyelország)                     | 1967                 |                 |                 |
| Szemmértékkel – Még három nap a földön...                               | 1967                 |                 |                 |
| A magyar hírek kincses kalendáriuma – Még három nap a földön...         | 1967                 |                 |                 |
| Atlas – Fáznak a hippik (Egyesült Államok)                              | 1969                 |                 |                 |
| A magyar hírek kincses kalendáriuma – Gáli Imre ünnepnapja              | 1969                 |                 |                 |
| Életünk tükörben – Az 1350-es vonat                                     | 1970                 |                 |                 |
| Nők könyvespolca évkönyve – Fogság                                      | 1970                 |                 |                 |
| Brigádpanoráma – A védelem közvetett érvei                              | 1975                 |                 |                 |
| Órák, napok, évek – Fekete és fehér                                     | 1975                 |                 |                 |
| Ifjúság, ifjúságǃ – Fáznak a hippik                                     | 1976                 |                 |                 |
| Látóhatár válogatás – A férfi neveː Daniló                              | 1976                 |                 |                 |
| The New Hungarian Quaterly – A férfi neveː Daniló – (My Name is Daniló) | 1977                 |                 |                 |
| Szvetlina pod pokrivitye – Fekete és fehér (Bulgária)                   | 1980                 |                 |                 |
| A penge éle – A férfi neveː Daniló                                      | 1985                 |                 |                 |
| Lesz-e bárka? – A csendárus                                             | 1985                 |                 |                 |
| Lancelot nélkül – Fényes menetek Gerelyessel                            | 1986                 |                 |                 |
| Látóhatár válogatás – Zöld özvegyek                                     | 1987                 |                 |                 |
| A könyv – Mi lesz a magyar nyomdákkal                                   | 1987                 |                 |                 |
| Visszatérés a falvédőre – A munkás öröme pénzhulláskor                  | 1988                 |                 |                 |
| A hírügynök – Egyenes adás                                              | 1988                 |                 |                 |
| Színművek                                                               |                      |                 |                 |
| Cím                                                                     | Bemutató             |                 |                 |
| Piros király                                                            |                      |                 |                 |
| Példamondatok                                                           | 1992                 |                 |                 |
| Hangjátékok                                                             |                      |                 |                 |
| Cím                                                                     | Első elhangzás       |                 |                 |
| Legyen világosság                                                       | 1963. november 7.    |                 |                 |
| Őszi modell, férfiaknak                                                 | 1967. november 26.   |                 |                 |
| Idegenek                                                                | 1973. szeptember 3.  |                 |                 |
| Idegenek (Csehszlovákia)                                                | 1975. június 30.     |                 |                 |
| Példamondatok                                                           | 1976. augusztus 26.  |                 |                 |
| Láncreakció (lengyel rádió)                                             | 1981. január 23.     |                 |                 |
| Piros király                                                            | 1984. július 1.      |                 |                 |
| Rádiónovellák                                                           |                      |                 |                 |
| Cím                                                                     | Első elhangzás       |                 |                 |
| Szív a fagypont alatt                                                   | 1960. augusztus 25.  |                 |                 |
| A harang nem hallgat el                                                 | 1962. január 3.      |                 |                 |
| Homokba rajzolt madár                                                   | 1962. augusztus 6.   |                 |                 |
| Találkozás                                                              | 1963. március 1.     |                 |                 |
| Fejjel lefelé                                                           | 1965. február 8.     |                 |                 |
| Szembesítés                                                             | 1966. augusztus 27.  |                 |                 |
| Érezd jól magad                                                         | 1967. október 17.    |                 |                 |
| Baleset                                                                 | 1969. december       |                 |                 |
| Az első egér                                                            | 1970. május 19.      |                 |                 |
| A panaszos                                                              | 1974. augusztus 5.   |                 |                 |
| Válaszok boltja                                                         | 1979. szeptember 8.  |                 |                 |
| Egyéb rádiós megjelenések                                               |                      |                 |                 |
| Cím                                                                     | Első elhangzás       |                 |                 |
| Az ünnepelt                                                             | 1967. május 31.      |                 |                 |
| Szeretem a nőket                                                        | 1971. november 3.    |                 |                 |
| Nyaralás                                                                | 1972. május 24.      |                 |                 |
| Vigyorgó tigris                                                         | 1975. november 22.   |                 |                 |
| Tévéjátékok                                                             |                      |                 |                 |
| Cím                                                                     | Első sugárzás        |                 |                 |
| Szoba a hegyen                                                          | 1961. március 26.    |                 |                 |
| Homokba rajzolt madár                                                   | 1963                 |                 |                 |
| Szembesítés                                                             | 1969. szeptember 13. |                 |                 |
| Fekete és fehér                                                         | 1970. január 25.     |                 |                 |
| Egyéb tévés megjelenés                                                  |                      |                 |                 |
| Cím                                                                     | Első sugárzás        |                 |                 |
| Költőnk és kora                                                         | 1980                 |                 |                 |
| Példamondatok                                                           | 1988*                |                 |                 |

* A listában az első megjelenések szerepelnek, forrásuk a szerző által vezetett Jelenések könyve.

## Fontosabb lapmegjelenések
| 1949           | 1949                                     | 1949          | 1949                        | 1949           | 1949                                       | 1949          | 1949                | 1949    |
| -------------- | ---------------------------------------- | ------------- | --------------------------- | -------------- | ------------------------------------------ | ------------- | ------------------- | ------- |
| Dátum          | Cím                                      | Műfaj         | Orgánum                     |                |                                            |               |                     |         |
|                | Az öntudat                               | Tárca         | Népszava                    |                |                                            |               |                     |         |
| 1960           |                                          |               |                             |                |                                            |               |                     |         |
| Dátum          | Cím                                      | Műfaj         | Orgánum                     |                | Dátum                                      | Cím           | Műfaj               | Orgánum |
| Február 12.    | Az első fehér betű                       | Novella       | Élet és Irodalom            | Szeptember 30. | Fülért fület!                              | Glossza       | Élet és Irodalom    |         |
| Június 10.     | Szív a fagypont alatt                    | Novella       | Élet és Irodalom            | Szeptember 30. | Fülért fület!                              | Glossza       | Élet és Irodalom    |         |
| 1961           |                                          |               |                             |                |                                            |               |                     |         |
| Dátum          | Cím                                      | Műfaj         | Orgánum                     |                | Dátum                                      | Cím           | Műfaj               | Orgánum |
| Január 27.     | Vasárnap szombaton van                   | Novella       | Élet és Irodalom            | Május 12.      | Oda, ahol legmélyebb a víz                 | Novella       | Élet és Irodalom    |         |
| Október 21.    | A harang nem hallgat el                  | Novella       | Élet és Irodalom            | Május 12.      | Oda, ahol legmélyebb a víz                 | Novella       | Élet és Irodalom    |         |
| 1962           |                                          |               |                             |                |                                            |               |                     |         |
| Dátum          | Cím                                      | Műfaj         | Orgánum                     |                | Dátum                                      | Cím           | Műfaj               | Orgánum |
| Február 3.     | Te leszel a nap hőse                     | Novella       | Élet és Irodalom            | Március 3.     | Ember-érlelő könyvek                       | Riport        | Élet és Irodalom    |         |
| Április 28.    | Homokba rajzolt madár                    | Novella       | Élet és Irodalom            | Június 16.     | Fekete és fehér                            | Novella       | Élet és Irodalom    |         |
| Szeptember 8.  | Igyunk a találkozásra                    | Novella       | Élet és Irodalom            | Október 6.     | Hal és ember                               | Tárca         | Élet és Irodalom    |         |
| December 1.    | A katona szereti a napot                 | Novella       | Élet és Irodalom            | Október 6.     | Hal és ember                               | Tárca         | Élet és Irodalom    |         |
| 1963           |                                          |               |                             |                |                                            |               |                     |         |
| Dátum          | Cím                                      | Műfaj         | Orgánum                     |                | Dátum                                      | Cím           | Műfaj               | Orgánum |
| Március 10.    | Hideg hétfő                              | Novella       | Népszabadság                | Május 18.      | Legyen világosság                          | Novella       | Élet és Irodalom    |         |
| Augusztus 31.  | Csak egy életed van                      | Novella       | Élet és Irodalom            | November       | A teremtés egy napja                       | Novella       | Palócföld           |         |
| November 9.    | Műszaki világmegváltó                    | Tárca         | Élet és Irodalom            | December 14.   | Halálraítélt házak                         | Riport        | Élet és Irodalom    |         |
| December 28.   | Az ünnepelt                              | Tárca         | Élet és Irodalom            | December 14.   | Halálraítélt házak                         | Riport        | Élet és Irodalom    |         |
| 1964           |                                          |               |                             |                |                                            |               |                     |         |
| Dátum          | Cím                                      | Műfaj         | Orgánum                     |                | Dátum                                      | Cím           | Műfaj               | Orgánum |
| Január 25.     | Játék és valóság találkozása             | Glossza       | Élet és Irodalom            | Február 22.    | Ebédszünet                                 | Tárca         | Élet és Irodalom    |         |
| Április 11.    | Halak                                    | Novella       | Élet és Irodalom            | Április        | Fiúk, bűn nélkül                           | Tárca         | KISZ-élet           |         |
| Június 20.     | Horgászok                                | Riport        | Élet és Irodalom            | Augusztus      | Piros király                               | Novella       | Kortárs             |         |
| Augusztus 22.  | Hűvösvölgyi fotók                        | Riport        | Élet és Irodalom            | Szeptember 5.  | Ábécé                                      | Tárca         | Élet és Irodalom    |         |
| Október 3.     | Hajnali villamos                         | Riport        | Élet és Irodalom            | Október 10.    | Japán regény a militarizmus ellen          | Recenzió      | Élet és Irodalom    |         |
| Október 17.    | Háromezer forint                         | Tárca         | Élet és Irodalom            | November 28.   | Szem nem marad szárazon                    | Glossza       | Élet és Irodalom    |         |
| December 5.    | Belevaló fickók                          | Riport        | Élet és Irodalom            | December 12.   | Három ember                                | Novella       | Élet és Irodalom    |         |
| December       | Aggok háza                               | Tárca         | Vasas                       | December 26.   | A békétlenség napjai                       | Jegyzet       | Élet és Irodalom    |         |
| 1965           |                                          |               |                             |                |                                            |               |                     |         |
| Dátum          | Cím                                      | Műfaj         | Orgánum                     |                | Dátum                                      | Cím           | Műfaj               | Orgánum |
| Január 23.     | Fejjel lefele                            | Novella       | Élet és Irodalom            | Február        | Láncreakció                                | Kisregény     | Kortárs             |         |
| Február 13.    | Még három nap a Földön...                | Riport        | Élet és Irodalom            | Március 7.     | Légifolyosó                                | Tárca         | Élet és Irodalom    |         |
| Április 3.     | Az 1360-as vonat                         | Riport        | Élet és Irodalom            | Április 27.    | Fiatalnak lenni                            | Tárca         | Ifjúság 65          |         |
| Május 15.      | Pénz                                     | Riport        | Élet és Irodalom            | Június 12.     | Gáli Imre születésnapja                    | Tárca         | Élet és Irodalom    |         |
| Június 26.     | Vízözön idején                           | Riport        | Élet és Irodalom            | Július 10.     | Krapek                                     | Riport        | Élet és Irodalom    |         |
| Augusztus 28.  | Szembesítés                              | Novella       | Élet és Irodalom            | Szeptember 18. | A nagy hal                                 | Tárca         | Élet és Irodalom    |         |
| November 6.    | Önkéntes fegyenc                         | Glossza       | Élet és Irodalom            | November 20.   | Gyenge délután                             | Novella       | Élet és Irodalom    |         |
| December 1.    | Nyitott bicska                           | Novella       | Napjaink                    | December 18.   | Zenés születés                             | Glossza       | Élet és Irodalom    |         |
| December 25.   | Alkalmi harangozó                        | Tárcanovella  | Élet és irodalom            | December 18.   | Zenés születés                             | Glossza       | Élet és Irodalom    |         |
| 1966           |                                          |               |                             |                |                                            |               |                     |         |
| Dátum          | Cím                                      | Műfaj         | Orgánum                     |                | Dátum                                      | Cím           | Műfaj               | Orgánum |
| Január 29.     | Pozitív erotika                          | Glossza       | Élet és Irodalom            | Február        | Filozófia alapellátás                      | Novella       | Kortárs             |         |
| Február 12.    | Ötven szó naponta                        | Napló         | Élet és Irodalom            | Március 5.     | Kőszáli veréb                              | Cikk          | Élet és Irodalom    |         |
| Március 19.    | Hiszékenység                             | Cikk          | Élet és Irodalom            | Április        | Szembesítés                                | Novella       | Budapesti KISZ élet |         |
| Április        | Rövid nadrág                             | Jegyzet       | BIN-magazin                 | Április 2.     | Menjünk át a hídon                         | Novella       | Élet és irodalom    |         |
| Május 28.      | Ebben a házban nem lakik senki           | Novella       | Élet és Irodalom            | Június 7.      | Vasutasok                                  | Riport        | Új Tükör            |         |
| Június 11.     | Szegény kis pillangók                    | Glossza       | Élet és Irodalom            | Július 9.      | Bátornak nem születik senki                | Riport        | Élet és Irodalom    |         |
| Július 23.     | Ki van "fegyenctelepen"?                 | Cikk          | Élet és Irodalom            | Augusztus 27.  | Pazar esküvő                               | Riport        | Élet és irodalom    |         |
| Október 1.     | Őszi modell, férfiaknak                  | Novella       | Élet és Irodalom            | Augusztus 27.  | Pazar esküvő                               | Riport        | Élet és irodalom    |         |
| 1967           |                                          |               |                             |                |                                            |               |                     |         |
| Dátum          | Cím                                      | Műfaj         | Orgánum                     |                | Dátum                                      | Cím           | Műfaj               | Orgánum |
| Január 7.      | Érezd jól magad                          | Novella       | Élet és Irodalom            | Január 21.     | Klinikai halál                             | Cikk          | Élet és Irodalom    |         |
| Március        | Hét nő és egy zongorista                 | Novella       | Kortárs                     | Március 4.     | Játékszabály                               | Cikk          | Élet és Irodalom    |         |
| Március 4.     | Kések                                    | Glossza       | Élet és Irodalom            | Április 15.    | Leértékelt könyvterjesztés                 | Glossza       | Élet és irodalom    |         |
| Április 22.    | Az élet nagy pillanata                   | Glossza       | Élet és Irodalom            | Június 10.     | Írók olvasók között                        | Cikk          | Élet és Irodalom    |         |
| Június 24.     | Szkafander                               | Novella       | Élet és Irodalom            | Július 8.      | Olyan, mint a macska                       | Novella       | Élet és Irodalom    |         |
| Augusztus 12.  | Első: a cucc                             | Glossza       | Élet és Irodalom            | Augusztus 19.  | Zabi                                       | Glossza       | Élet és Irodalom    |         |
| Augusztus 20.  | Miszter szaki                            | Riport        | Pest Megyei Hírlap          | Szeptember 2.  | Mindig újrakezdés                          | Cikk          | Élet és Irodalom    |         |
| Szeptember 23. | Úriember nem izzad                       | Tárca         | Élet és irodalom            | Október 21.    | Ön mivel tölti a hét végét?                | Riport        | Élet és Irodalom    |         |
| November 18.   | Öregkor                                  | Cikk          | Élet és irodalom            | December       | Sárga tengeralattjáró                      | Novella       | Kortárs             |         |
| December       | Üdvözlégy, ártatlanság                   | Novella       | Alföld                      | December 2.    | Igazán remek szálloda                      | Tárca         | Élet és Irodalom    |         |
| 1968           |                                          |               |                             |                |                                            |               |                     |         |
| Dátum          | Cím                                      | Műfaj         | Orgánum                     |                | Dátum                                      | Cím           | Műfaj               | Orgánum |
| Január 20.     | Minek örülsz, ember?                     | Tárca         | Élet és Irodalom            | Január 27.     | Minivizor                                  | Cikk          | Élet és Irodalom    |         |
| Március 2.     | A kémény tetején                         | Cikk          | Élet és irodalom            | Április 6.     | Három mondat                               | Napló         | Élet és Irodalom    |         |
| Május          | Kezdődik, Pietro                         | Novella       | Alföld                      | Július         | Mindig újrakezdeni                         | Cikk          | Élgép               |         |
| Július 22.     | Rövid az élet                            | Glossza       | Élet és Irodalom            | Augusztus 3.   | Nyakkendő nélkül                           | Cikk          | Élet és Irodalom    |         |
| November 16.   | Hagyaték                                 | Tárca         | Élet és Irodalom            | December 21.   | A megváltás elmarad                        | Novella       | Élet és Irodalom    |         |
| 1969           |                                          |               |                             |                |                                            |               |                     |         |
| Dátum          | Cím                                      | Műfaj         | Orgánum                     |                | Dátum                                      | Cím           | Műfaj               | Orgánum |
| Január         | Fáznak a hippik                          | Novella       | Új Írás                     | Február 15.    | Bélelt kézfogás                            | Cikk          | Élet és Irodalom    |         |
| Március 29.    | Játék                                    | Cikk          | Élet és irodalom            | Május 31.      | Labdázzunk aszfalton                       | Glossza       | Élet és Irodalom    |         |
| Június 14.     | A fiam nevében                           | Cikk          | Élet és Irodalom            | Július         | Fogság                                     | Novella       | Kortárs             |         |
| Július 12.     | Az első egér                             | Novella       | Élet és Irodalom            | Szeptember 27. | Szerencsés csillagzat                      | Novella       | Élet és Irodalom    |         |
| Október 11.    | Jó alakú pulyka                          | Riport        | Nők Lapja                   | November       | Baleset                                    | Novella       | Alföld              |         |
| 1970           |                                          |               |                             |                |                                            |               |                     |         |
| Dátum          | Cím                                      | Műfaj         | Orgánum                     |                | Dátum                                      | Cím           | Műfaj               | Orgánum |
| Február 21.    | Negyed század                            | Cikk          | Élet és Irodalom            | Március 14.    | A szerkesztő jegyzete                      | Jegyzet       | Élet és Irodalom    |         |
| Április 25.    | A szerkesztő jegyzete                    | Jegyzet       | Élet és Irodalom            | Április 25.    | Filmszakadás                               | Glossza       | Élet és Irodalom    |         |
| Június 13.     | A szerkesztő jegyzete                    | Jegyzet       | Élet és Irodalom            | Június 20.     | Jó a kutyáknak                             | Novella       | Élet és Irodalom    |         |
| Június 20.     | Begerjedt előhang                        | Glossza       | Élet és Irodalom            | Augusztus 1.   | Hangyaboly                                 | Cikk          | Élet és Irodalom    |         |
| 1971           |                                          |               |                             |                |                                            |               |                     |         |
| Dátum          | Cím                                      | Műfaj         | Orgánum                     |                | Dátum                                      | Cím           | Műfaj               | Orgánum |
| Január 9.      | Mi lesz a magyar nyomdákkal              | Riport        | Élet és Irodalom            | Január 30.     | Heti jegyzet                               | Jegyzet       | Élet és Irodalom    |         |
| Január 30.     | Ringatózzunk                             | Glossza       | Élet és Irodalom            | Február 20.    | Stabil főnökök                             | Glossza       | Élet és Irodalom    |         |
| Március 6.     | Szellőzőnyílás                           | Glossza       | Élet és Irodalom            | Május 15.      | Közös kulcs                                | Glossza       | Élet és Irodalom    |         |
| Június 5.      | Heti jegyzet                             | Jegyzet       | Élet és Irodalom            | Június 23.     | Szorító                                    | Cikk          | Esti Hírlap         |         |
| Július 3.      | Tudósítás egy magánügyről                | Tárca         | Népszabadság                | Július 3.      | Kevés a rum                                | Novella       | Élet és Irodalom    |         |
| Július 24.     | Magánterület                             | Napló         | Élet és Irodalom            | Augusztus 14.  | Heti jegyzet                               | Jegyzet       | Élet és Irodalom    |         |
| Október 9.     | Heti jegyzet                             | Jegyzet       | Élet és Irodalom            | Október 16.    | Pompáznak a nők                            | Napló         | Élet és Irodalom    |         |
| Október 19.    | Saját ház                                | Tárca         | Esti Hírlap                 | Október 31.    | Lány szótárral                             | Tárca         | Esti Hírlap         |         |
| November 13.   | Könyörgés pofonért                       | Tárca         | Élet és Irodalom            | November 18.   | Három rongy                                | Tárca         | Esti Hírlap         |         |
| November 20.   | Majdnem négy férfi                       | Tárca         | Élet és Irodalom            | December 22.   | Ostromállapot                              | Tárca         | Esti Hírlap         |         |
| 1972           |                                          |               |                             |                |                                            |               |                     |         |
| Dátum          | Cím                                      | Műfaj         | Orgánum                     |                | Dátum                                      | Cím           | Műfaj               | Orgánum |
| Január 22.     | Heti jegyzet                             | Jegyzet       | Élet és Irodalom            | Január 29.     | Férfi overallban                           | Glossza       | Élet és Irodalom    |         |
| Február 12.    | Halló, zörög valaki?                     | Novella       | Élet és Irodalom            | Február 24.    | Plusz egy nap                              | Hírfej        | Esti Hírlap         |         |
| Február 26.    | Figyelmet a fegyelemnek                  | Glossza       | Élet és Irodalom            | Március 4.     | A panaszos                                 | Novella       | Élet és Irodalom    |         |
| Május 6.       | Az anyák                                 | Jegyzet       | Élet és Irodalom            | Május 6.       | Cserbenhagyás                              | Glossza       | Élet és Irodalom    |         |
| Május 20.      | Gyűlölni veszélyes                       | Glossza       | Élet és Irodalom            | Június         | Idő                                        | Tárca         | Megyei lapok        |         |
| Június 24.     | Hinta-hanta                              | Groteszk      | Élet és Irodalom            | Július 1.      | Ami jár, az nem jár                        | Glossza       | Élet és Irodalom    |         |
| Július 15.     | Báj-báj                                  | Glossza       | Élet és Irodalom            | Július 15.     | Milyen jogon?                              | Jegyzet       | Élet és Irodalom    |         |
| Július 22.     | Nincsenek szigetek                       | Jegyzet       | Élet és Irodalom            | Augusztus 12.  | Jucika                                     | Jegyzet       | Élet és Irodalom    |         |
| Szeptember 2.  | Dobogón a tévé                           | Jegyzet       | Élet és Irodalom            | Október 28.    | Hinta-hanta (2)                            | Groteszk      | Élet és Irodalom    |         |
| November 11.   | Párbeszéd                                | Jegyzet       | Élet és Irodalom            | December 9.    | Havi tízezer, sőt több                     | Glossza       | Élet és Irodalom    |         |
| 1973           |                                          |               |                             |                |                                            |               |                     |         |
| Dátum          | Cím                                      | Műfaj         | Orgánum                     |                | Dátum                                      | Cím           | Műfaj               | Orgánum |
| Január 6.      | Legelésző szarvasok                      | Jegyzet       | Nők Lapja                   | Február 3.     | Hová tűnt Wasserspriccer Hugó?             | Novella       | Nők Lapja           |         |
| Február 27.    | Magánterület                             | Jegyzet       | Esti Hírlap                 | Március 3.     | Akarat                                     | Jegyzet       | Élet és Irodalom    |         |
| Március 25.    | Pozitív halál                            | Novella       | Népszabadság                | Április 14.    | Gerelyes Endre                             | Nekrológ      | Élet és Irodalom    |         |
| Május 12.      | Tárgyak                                  | Jegyzet       | Élet és Irodalom            | Május 19.      | A pazarlás módjai                          | Jegyzet       | Élet és Irodalom    |         |
| Május 26.      | Mindent a kocsiba!                       | Glossza       | Élet és Irodalom            | Június 2.      | Barkácsoljunk remekműveket                 | Glossza       | Élet és Irodalom    |         |
| Június 9.      | Bestseller                               | Glossza       | Élet és Irodalom            | Június 24.     | Kép, háttérrel                             | Publicisztika | Népszabadság        |         |
| Június 30.     | Lázár kirúgatása                         | Novella       | Élet és Irodalom            | Június 30.     | Glosszaíróasztal                           | Glossza       | Élet és Irodalom    |         |
| Július 7.      | Esztétikai kioktatás                     | Glossza       | Élet és Irodalom            | Július 21.     | Képeslap, itthonról                        | Jegyzet       | Élet és Irodalom    |         |
| Augusztus 4.   | Féllábon                                 | Tárca         | Élet és Irodalom            | Augusztus 4.   | Kétforintos vár                            | Glossza       | Élet és Irodalom    |         |
| Szeptember 29. | A zsöllyéből                             | Jegyzet       | Élet és Irodalom            | Október 12.    | Űrhajó a kertben (1)                       | Novella       | Nők Lapja           |         |
| Október 19.    | Űrhajó a kertben (2)                     | Novella       | Nők Lapja                   | Október 27.    | Halottak                                   | Jegyzet       | Élet és Irodalom    |         |
| December 1.    | Pénztárcák versenye                      | Jegyzet       | Élet és Irodalom            | December 8.    | Még jó, hogy a szavakkal nem lehet ölni    | Jegyzet       | Élet és Irodalom    |         |
| December 29.   | Megint                                   | Jegyzet       | Élet és Irodalom            | December 8.    | Még jó, hogy a szavakkal nem lehet ölni    | Jegyzet       | Élet és Irodalom    |         |
| 1974           |                                          |               |                             |                |                                            |               |                     |         |
| Dátum          | Cím                                      | Műfaj         | Orgánum                     |                | Dátum                                      | Cím           | Műfaj               | Orgánum |
| Január 12.     | Kávéház-sirató                           | Glossza       | Élet és Irodalom            | Január 26.     | Alapfogalmak                               | Jegyzet       | Élet és Irodalom    |         |
| Február 9.     | A tettek dramaturgiája                   | Tárca         | Élet és Irodalom            | Február 16.    | Jelmez                                     | Jegyzet       | Élet és Irodalom    |         |
| Március 30.    | Hány ország a világ?                     | Glossza       | Élet és Irodalom            | Május 4.       | Tíz mondat vasárnapra                      | Tárca         | Élet és Irodalom    |         |
| Május 5.       | Az utolsó alkalom                        | Tárca         | Pest Megyei Hírlap          | Május 18.      | Névtelen bűntársak                         | Jegyzet       | Élet és Irodalom    |         |
| Május 25.      | Az indián figyelemre méltó játékai       | Tárca         | Élet és Irodalom            | Június 15.     | Golyóstollfosztás                          | Glossza       | Élet és Irodalom    |         |
| Június 29.     | Hajsza                                   | Jegyzet       | Élet és Irodalom            | Június 29.     | Dolgozik a gyerek                          | Glossza       | Élet és Irodalom    |         |
| Július 20.     | Igyunk Hemingway-re                      | Tárca         | Élet és Irodalom            | Július 27.     | Hibajelzés                                 | Glossza       | Élet és Irodalom    |         |
| Július 27.     | Névtelen pedagóguslevelek                | Glossza       | Élet és Irodalom            | Szeptember 7.  | Érzelmes szavak az elsősökhöz              | Glossza       | Élet és Irodalom    |         |
| November 16.   | A kontár mentsége                        | Glossza       | Élet és Irodalom            | November 23.   | Jöjjünk össze!                             | Jegyzet       | Élet és Irodalom    |         |
| December 28.   | Hogyan lesz az ember törpe?              | Tárca         | Élet és Irodalom            | November 23.   | Jöjjünk össze!                             | Jegyzet       | Élet és Irodalom    |         |
| 1975           |                                          |               |                             |                |                                            |               |                     |         |
| Dátum          | Cím                                      | Műfaj         | Orgánum                     |                | Dátum                                      | Cím           | Műfaj               | Orgánum |
| Január 18.     | Nándi bácsi                              | Nekrológ      | Élet és Irodalom            | Február 1.     | A védelem közvetett érvei                  | Novella       | Élet és Irodalom    |         |
| Február 15.    | Hangváltás                               | Glossza       | Élet és Irodalom            | Február 15.    | A részegség dicsérete                      | Glossza       | Élet és Irodalom    |         |
| Április 26.    | Majd Albert odafönt megmondja            | Novella       | Élet és Irodalom            | Szeptember 6.  | Macskafarkú Veronika                       | Glossza       | Élet és Irodalom    |         |
| Szeptember 13. | Járjunk ingyen moziba                    | Glossza       | Élet és Irodalom            | Szeptember 13. | Dávid kétvállon                            | Könyvkritika  | Élet és Irodalom    |         |
| Szeptember 20. | Ablakjáró Flórián                        | Tárca         | Élet és Irodalom            | Október 4.     | Zenepárbaj                                 | Tárca         | Esti Hírlap         |         |
| Október 17.    | Valaki hív                               | Tárca         | Esti Hírlap                 | Október        | Diagnózis                                  | Tárca         | Megyei lapok        |         |
| Október        | A felmérő                                | Tárca         | Megyei lapok                | November 11.   | „Parádés” kocsik                           | Tárca         | Esti Hírlap         |         |
| December 27.   | Irodalmi fiesta                          | Paródia       | Élet és Irodalom            | November 11.   | „Parádés” kocsik                           | Tárca         | Esti Hírlap         |         |
| 1976           |                                          |               |                             |                |                                            |               |                     |         |
| Dátum          | Cím                                      | Műfaj         | Orgánum                     |                | Dátum                                      | Cím           | Műfaj               | Orgánum |
| Február 7.     | Az aranykor ártalmai                     | Tárca         | Élet és Irodalom            | Március 13.    | Odasóz-e Katica néni?                      | Tárca         | Élet és Irodalom    |         |
| Március 13.    | Szerencse-munkások                       | Glossza       | Élet és Irodalom            | Március 13.    | Ezer köszönet                              | Glossza       | Élet és Irodalom    |         |
| Március 27.    | Blatta orientalis                        | Glossza       | Élet és Irodalom            | Március 27.    | Le és fel                                  | Glossza       | Élet és Irodalom    |         |
| Május 1.       | Beszámoló egy íróasztal feldarabolásáról | Tárca         | Élet és Irodalom            | Május          | Tárgyalás baráti légkörben                 | Novella       | Megyei lapok        |         |
| Május 29.      | A magáé vagyok                           | Novella       | Nők Lapja                   | Május          | Kacatok                                    | Tárca         | Megyei lapok        |         |
| Július 17.     | A férfi neve: Daniló                     | Novella       | Élet és Irodalom            | Augusztus      | Példamondatok                              | Novella       | Kortárs             |         |
| Szeptember     | Magyar szoba                             | Tárca         | Megyei lapok                | Szeptember 25. | Az új rendszer                             | Tárca         | Élet és Irodalom    |         |
| 1977           |                                          |               |                             |                |                                            |               |                     |         |
| Dátum          | Cím                                      | Műfaj         | Orgánum                     |                | Dátum                                      | Cím           | Műfaj               | Orgánum |
| Január 1.      | Szerkesztőségi ki kicsoda?               | Paródia       | Élet és Irodalom            | Február 26.    | Köszöntjük az Univerzálban                 | Novella       | Élet és Irodalom    |         |
| Május 22.      | Tizenhárom hónap                         | Könyvajánló   | Új Tükör                    | Június 11.     | Utazás Csaszival                           | Könyvkritika  | Élet és Irodalom    |         |
| Június         | My name is Danilo                        | Novella       | The New Hungarian Quarterly | Szeptember 17. | Moby Dick                                  | Tárca         | Élet és Irodalom    |         |
| Október 1.     | Shakespeare a fürdőszobában              | Tárca         | Élet és Irodalom            | Szeptember 17. | Moby Dick                                  | Tárca         | Élet és Irodalom    |         |
| 1978           |                                          |               |                             |                |                                            |               |                     |         |
| Dátum          | Cím                                      | Műfaj         | Orgánum                     |                | Dátum                                      | Cím           | Műfaj               | Orgánum |
| Március 26.    | Kétmillió meg egy                        | Novella       | Hajdú-Bihari Napló          | Május 27.      | A felfedezett öregember                    | Tárca         | Élet és Irodalom    |         |
| Június 17.     | Mit esznek az emberek Moldován?          | Könyvtárca    | Élet és Irodalom            | Július 22.     | Egy öltözet szemüveg                       | Glossza       | Élet és Irodalom    |         |
| Július 22.     | Kell-lek                                 | Glossza       | Élet és Irodalom            | Július 22.     | Hu iz hu                                   | Glossza       | Élet és Irodalom    |         |
| Október 21.    | A csendárus                              | Novella       | Élet és Irodalom            | November 12.   | Eljő a Nagy Varacskos                      | Elbeszélés    | Új Tükör            |         |
| December       | Miért?                                   | Tárca         | Magyar Horgász              | December 30.   | Sírvers                                    | Jegyzet       | Élet és Irodalom    |         |
| 1979           |                                          |               |                             |                |                                            |               |                     |         |
| Dátum          | Cím                                      | Műfaj         | Orgánum                     |                | Dátum                                      | Cím           | Műfaj               | Orgánum |
| Január 7.      | Válaszok boltja                          | Novella       | Tolna Megyei Népújság       | Február 17.    | Abody ravasz módszerei                     | Könyvtárca    | Élet és Irodalom    |         |
| Március 11.    | Háló nélkül                              | Könyvajánló   | Új Tükör                    | Április 8.     | Jó utat, fiatalok!                         | Könyvajánló   | Új Tükör            |         |
| Május 12.      | Bizalmi állás                            | Képes Újság   | Novella                     | Augusztus 4.   | Környezettanulmány                         | Novella       | Képes Újság         |         |
| Szeptember 1.  | Izgalmas nővérek                         | Novella       | Élet és Irodalom            | Szeptember 22. | Felhívás szóadakozásra                     | Glossza       | Élet és Irodalom    |         |
| Szeptember 30. | Az esti hajó                             | Könyvajánló   | Új Tükör                    | Október 14.    | Vágyrajáró                                 | Novella       | Új Tükör            |         |
| Október 21.    | Alexander                                | Könyvajánló   | Új Tükör                    | Október 28.    | Az örök élet                               | Könyvajánló   | Új Tükör            |         |
| Október 27.    | A Krőzus                                 | Glossza       | Élet és Irodalom            | Október 28.    | Az örök élet                               | Könyvajánló   | Új Tükör            |         |
| 1980           |                                          |               |                             |                |                                            |               |                     |         |
| Dátum          | Cím                                      | Műfaj         | Orgánum                     |                | Dátum                                      | Cím           | Műfaj               | Orgánum |
| Június 1.      | Magyar szoba                             | Tárca         | Dolgozók Lapja              | November 21.   | Üdvözlet Miamiból                          | Tárca         | Kapcsoló            |         |
| 1981           |                                          |               |                             |                |                                            |               |                     |         |
| Dátum          | Cím                                      | Műfaj         | Orgánum                     |                | Dátum                                      | Cím           | Műfaj               | Orgánum |
| Április 25.    | A három majom                            | Tárca         | Képes Újság                 | Június 13.     | Csaszi pedig itt van                       | Könyvtárca    | Élet és Irodalom    |         |
| Június 20.     | Csak könnyű poggyásszal                  | Tárca         | Élet és Irodalom            | Június 20.     | Socrates-i dilemma                         | Glossza       | Élet és Irodalom    |         |
| Július 11.     | Adakozó ország                           | Glossza       | Élet és Irodalom            | Július 12.     | A meztelen ember                           | Jegyzet       | Új Tükör            |         |
| November 8.    | Aglája intelmei                          | Tárca         | Új Tükör                    | Augusztus 1.   | Vendég jön a kilencedik emeleti ablakon át | Tárca         | Képes Újság         |         |
| 1982           |                                          |               |                             |                |                                            |               |                     |         |
| Dátum          | Cím                                      | Műfaj         | Orgánum                     |                | Dátum                                      | Cím           | Műfaj               | Orgánum |
| Január 24.     | Megbízható vonatok                       | Tárca         | Új Tükör                    | Február 14.    | Békés terrorista                           | Novella       | Új Tükör            |         |
| Február 21.    | Ismerlek, szép maszk!                    | Publicisztika | Új Tükör                    | Július 25.     | Forintos emberek                           | Publicisztika | Új Tükör            |         |
| Szeptember 19. | E héten válaszol                         | Jegyzet       | Új Tükör                    | November 21.   | Egyszerű tulipános háromszög               | Novella       | Új Tükör            |         |
| December 19.   | Szegény ripacsok!                        | Jegyzet       | Új Tükör                    | November 21.   | Egyszerű tulipános háromszög               | Novella       | Új Tükör            |         |
| 1983           |                                          |               |                             |                |                                            |               |                     |         |
| Dátum          | Cím                                      | Műfaj         | Orgánum                     |                | Dátum                                      | Cím           | Műfaj               | Orgánum |
| Január 2.      | Álorvosi üzenetek                        | Paródia       | Új Tükör                    | Augusztus 21.  | Úgy hívták, hogy nyúlpatikus               | Könyvajánló   | Új Tükör            |         |
| Augusztus 21.  | Megrajzolt cikkek                        | Könyvajánló   | Új Tükör                    | Október 9.     | Zene-terror                                | Vezércikk     | Új Tükör            |         |
| Október 30.    | Az iram                                  | Könyvajánló   | Új Tükör                    | November 20.   | E héten válaszol                           | Jegyzet       | Új Tükör            |         |
| 1984           |                                          |               |                             |                |                                            |               |                     |         |
| Dátum          | Cím                                      | Műfaj         | Orgánum                     |                | Dátum                                      | Cím           | Műfaj               | Orgánum |
| Január 12.     | A vesztes                                | Novella       | Megyei lapok                | Január 29.     | Naplemente, reggeli fényben                | Novella       | Új Tükör            |         |
| Április 17.    | Egy legyet két csapásra                  | Novella       | Magyar Nemzet               | Július 29.     | Közbenjárás egy befolyásos személynél      | Novella       | Új Tükör            |         |
| Augusztus      | Tehetnek egy szívességet a trombitásnak  | Novella       | Palócföld                   | December 1.    | Belső sérülések                            | Tárca         | Képes Újság         |         |
| 1985           |                                          |               |                             |                |                                            |               |                     |         |
| Dátum          | Cím                                      | Műfaj         | Orgánum                     |                | Dátum                                      | Cím           | Műfaj               | Orgánum |
| (?)            | Egészen rendkívüli segély                | Novella       | Megyei lapok                | Augusztus 9.   | Fényes menetek Gerelyessel                 | Memoár        | Élet és Irodalom    |         |
| 1986           |                                          |               |                             |                |                                            |               |                     |         |
| Dátum          | Cím                                      | Műfaj         | Orgánum                     |                | Dátum                                      | Cím           | Műfaj               | Orgánum |
| Június         | Ostromzár a Paradicsom körül             | Novella       | Megyei lapok                | Július 6.      | Helyzetjelentés egy bűbájos lakról         | Novella       | Új Tükör            |         |
| 1987           |                                          |               |                             |                |                                            |               |                     |         |
| Dátum          | Cím                                      | Műfaj         | Orgánum                     |                | Dátum                                      | Cím           | Műfaj               | Orgánum |
| Január 11.     | Zöld özvegyek                            | Novella       | Új Tükör                    | Április 26.    | Nagy férfiak halvány mosolya               | Novella       | Új Tükör            |         |
| 1988           |                                          |               |                             |                |                                            |               |                     |         |
| Dátum          | Cím                                      | Műfaj         | Orgánum                     |                | Dátum                                      | Cím           | Műfaj               | Orgánum |
| Január 31.     | Nagy László-rajzok                       | Kísérőszöveg  | Új Tükör                    | Február 14.    | Szigorúan nyilvános                        | Ajánló        | Új Tükör            |         |
| Március 20.    | Butikvilág                               | Kísérőszöveg  | Új Tükör                    | November 20.   | Történelmi lelet                           | Ajánló        | Új Tükör            |         |
| December       | Ostromzár a Paradicsom körül             | Novella       | Budapest                    |                |                                            |               |                     |         |
| 1989           |                                          |               |                             |                |                                            |               |                     |         |
| Dátum          | Cím                                      | Műfaj         | Orgánum                     |                | Dátum                                      | Cím           | Műfaj               | Orgánum |
| Június 13.     | Egy keménykalap megy az utcán            | Novella       | Rakéta                      | Június 16.     | Sírtánc                                    | Novella       | Élet és Irodalom    |         |
| Június 18.     | A gumibotok suhogása                     | Publicisztika | Új Tükör                    | Október 29.    | Halotti beszéd                             | Publicisztika | Új Tükör            |         |
| November 29.   | 33 éves röplap                           | Cikk          | Hitel                       | December 8.    | Azé a vers, aki írja?                      | Könyvjegyzet  | Élet és Irodalom    |         |
| 1990           |                                          |               |                             |                |                                            |               |                     |         |
| Dátum          | Cím                                      | Műfaj         | Orgánum                     |                | Dátum                                      | Cím           | Műfaj               | Orgánum |
| Február 3.     | A céltábla gyötrelme lövöldözéskor       | Publicisztika | Magyar Fórum                | Február 10.    | Hol lakik az Isten?                        | Publicisztika | Magyar Fórum        |         |
| Március 10.    | Ismerlek, szép maszk!                    | Glossza       | Magyar Fórum                | Március 24.    | A hőbörgés bére                            | Glossza       | Magyar Fórum        |         |
| Szeptember 28. | Halotti beszéd egy kereskedő sírjánál    | Nekrológ      | Magyar Kereskedő            | Október 4.     | Honkrapek az országházi bulin              | Tárca         | Igazság             |         |
| Október 12.    | Az elvtársi kezek melege                 | Novella       | Élet és Irodalom            | December 13.   | Édes élet a rácsos akadémián (1.)          | Memoár        | Igazság             |         |
| December 20.   | Édes élet a rácsos akadémián (2.)        | Memoár        | Igazság                     | December 27.   | Édes élet a rácsos akadémián (3.)          | Memoár        | Igazság             |         |
| 1991           |                                          |               |                             |                |                                            |               |                     |         |
| Dátum          | Cím                                      | Műfaj         | Orgánum                     |                | Dátum                                      | Cím           | Műfaj               | Orgánum |
| November 21.   | Kőszáli veréb                            | Publicisztika | Új Magyarország             | December 16.   | A fehér elefánt                            | Pamflet       | Új Magyarország     |         |
| 1992           |                                          |               |                             |                |                                            |               |                     |         |
| Dátum          | Cím                                      | Műfaj         | Orgánum                     |                | Dátum                                      | Cím           | Műfaj               | Orgánum |
| Március 12.    | Házinyúlra nem lövünk                    | Jegyzet       | Új Magyarország             | Szeptember 11. | Térdig érő szivárvány                      | Novella       | Új Magyarország     |         |
| December 14    | A túlzott elfogulatlanság hiánya         | Jegyzet       | Magyar Sajtó                | Szeptember 11. | Térdig érő szivárvány                      | Novella       | Új Magyarország     |         |
| 1999           |                                          |               |                             |                |                                            |               |                     |         |
| Dátum          | Cím                                      | Műfaj         | Orgánum                     |                |                                            |               |                     |         |
| December       | Vallomás                                 | Jegyzet       | Napút                       |                |                                            |               |                     |         |
| 2003           |                                          |               |                             |                |                                            |               |                     |         |
| Dátum          | Cím                                      | Műfaj         | Orgánum                     |                |                                            |               |                     |         |
| Június 15.     | A gárda Európába menetel                 | Vers          | Új Idők                     |                |                                            |               |                     |         |
| 2004           |                                          |               |                             |                |                                            |               |                     |         |
| Dátum          | Cím                                      | Műfaj         | Orgánum                     |                | Dátum                                      | Cím           | Műfaj               | Orgánum |
| Május 1.       | Haza a mélyben                           | Vers          | Új Idők                     | Július 1.      | Konyhadal                                  | Vers          | Új Idők*            |         |

* A listában az első megjelenések szerepelnek, forrásuk – a külön nem jelzett esetekben – a szerző által vezetett Jelenések könyve.

## Kapcsolódó szócikk
- Pintér Tamás kötetben ki nem adott elbeszélései